# Богдан Хмельницький
Богда́н (Зино́вій-Богда́н) Михайлович Хмельни́цький (27 грудня 1595 (6 січня 1596), Суботів, Річ Посполита — 27 липня (6 серпня) 1657, Чигирин, Гетьманщина) — український козацький політичний, державний та військовий діяч, полководець, гетьман Війська Запорозького та провідник національно-визвольної війни 1648–1657 років, у результаті якої була утворена незалежна козацька держава. Представник українського шляхетського роду Хмельницьких. Національний герой України.
Хмельницький ще замолоду пристав до козацтва та разом із ним брав участь у великій кількості конфліктів, воюючи на стороні Речі Посполитої. Проте у 1648 року після того як польський шляхтич Данило Чаплинський за наказом Олександра Конецпольського напав на Суботів, майбутній гетьман разом із синами подався на Січ. Тут він, знайшовши підтримку козацького війська, яке перебувало під гнітом короля, зумів підготувати та організувати велике національне повстання, яке у народі дістало назву Хмельниччина та знаменувало собою створення незалежної держави.
Укладений у 1649 році Зборівський мирний договір забезпечив автономію українських земель від Варшави, натомість перемога у Батозькій битві ознаменувала фактичну незалежність Гетьманщини. Таким чином, гетьманування Богдана Хмельницького зумовило перелом у суспільно-політичному житті Європи, на терені якої з'явилась, хоч і ненадовго, суверенна Україна з усіма атрибутами самостійної політичної та військової влади. Були визначені кордони Української держави у межах давніх українських земель.
Враховуючи вразливість геополітичного становища новоутвореної держави, Хмельницький намагався зіграти на суперечностях між Річчю Посполитою, Московією та Османською імперією (обіцяючи прийняти протекцію царя і султана відповідно) і укласти вигідний військово-політичний союз. Задля цього він підписав Березневі статті, які однак, як виявилося пізніше, сприяли перетворенню України на арену боротьби між великими державами та стали першопричиною Руїни. 

## Біографія

### Походження і освіта
Про життя Богдана Хмельницького до 1647 року відомо дуже мало. Як зазначав Михайло Грушевський:
|  | Особиста біографія Хмельницького настільки ж убога на реалії і безсумнівні факти, наскільки багата на легенди. |

Місцем народження вважається Суботів (нині Черкаська область, Україна, тоді Київське воєводство, Річ Посполита), як рік народження вказують або 1595:70 або 1596:153 рік. При хрещенні отримав імена Богдан-Зиновій; другим ім'ям ніколи не користувався.
Батько — чигиринський підстароста Михайло Хмельницький — перебував на службі у коронного гетьмана Станіслава Жолкевського, потім у його зятя Івана Даниловича. Історики мають надзвичайно мало відомостей про Михайла Хмельницького. Досі невідомо, з якого поселення — Хмільника, Хмелева, Хмеліва, Хмельного чи Хмелівки — походив рід Хмельницьких. Іван Крип'якевич припускав, що він — виходець із с. Хмельника, розташованого у Перемиській землі. Є версія про польське (мазовецьке) походження Михайла, яку не підтримують українські історики. Роберт Магочі у своїй праці про історію України пише про білоруське походження Михайла Хмельницького.
Мати походила з козацького роду.
На портреті того часу, внизу, розміщений герб Сирокомля Богдана Хмельницького. Факт шляхетства Хмельницького не доведений. За найпопулярнішою версією, його батько — шляхтич, який внаслідок баніції був позбавлений статусу.
Згодом шляхетство отримав син гетьмана: за гербівниками о. Каспера Несецького (1715–1724, Львів) та Яна Непомуцена Бобровича (1835) — з 1659 року Хмельницькі користувалися гербом Масальських (пол. herb Masalski), саме ним король Ян II Казимир офіційно нагородив Юрія Хмельницького під час нобілітації. Звідси ще одна поширена версія, за якою Хмельницькі походили з руського шляхетського роду Масальських — нащадків чернігівських князів.
Освіту здобув у Львівській єзуїтській колегії чи в Ярославі.

### На королівській службі
Вступивши до реєстрового козацтва, Хмельницький брав участь у московському поході королевича Владислава та під час одного з боїв під Москвою врятував життя монархові, після чого останній завжди прихильно ставився до Богдана. 

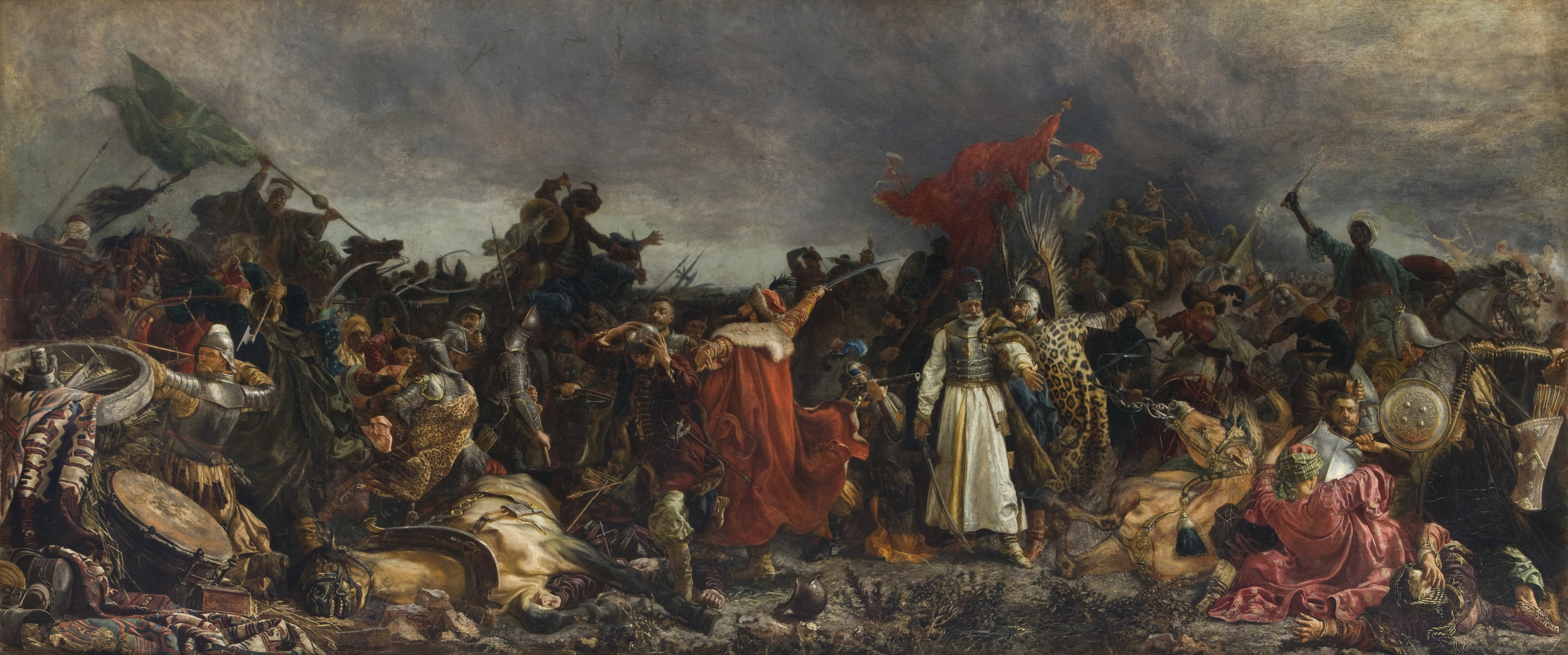
Цецорська битва, 1620 р.

Повернувшись на Батьківщину, брав участь у Хотинській війні, під час якої в битві під Цецорою батько й син Хмельницькі потрапили в османський полон. Іншої версії — старший Хмельницький загинув в цій битві — дотримувався, зокрема, Мирон Кордуба. За ще однією версією, Михайло загинув в османському полоні, в який потрапив і Богдан. Два роки важкого рабства (за однією версією — на османській галері, за іншою — в адмірала) для Хмельницького не пройшли даремно: вивчивши досконало османську і татарську мови, він зважується на втечу (за іншими даними, був викуплений родичами). Перебуваючи у Стамбулі, Богдан фактично виконував обов'язки перекладача при одному з командувачів османського флоту, удосконаливши своє знання тутешньої мови. Також в історичних хроніках наявна інформація про прийняття ним ісламу, проте більшістю науковців цей варіант розглядається як легенда.
У 1622 році Хмельницький утік з полону (версії про викуп матір'ю чи знайомими вважаються малоймовірними в останніх біографіях гетьмана). Повернувшись до Суботова, Богдан був зарахований у реєстрове козацтво.
Від 1622 по 1637 рік немає достовірних відомостей про життя і діяльність Хмельницького. Всі пізніші оповіді про його великі подвиги у війнах з татарами, османами, московитами (під час Смоленської війни 1632—1634 років) не мають чіткого документального підтвердження. Безперечно відомо лише те, що, перебуваючи у лавах реєстровців, він служив, мабуть, у Чигиринському полку, брав участь у військових походах козаків проти татар і коронного війська.
Приблизно у 1623 році (за іншими даними у період з 1625 року до 1627 року) Хмельницький одружився з Ганною Сомківною (козачкою з Переяслава), сестрою Якима Сомка, та остаточно оселився на успадкованому від батька хуторі Суботові.
З кінця 1620-х років почав активно брати участь у морських походах запорожців на османські міста (кульмінацією цього періоду став 1629 рік, коли козакам вдалося захопити передмістя Константинополя).
Після тривалого періоду перебування на Запоріжжі Хмельницький повернувся до Чигирина та отримав уряд сотника чигиринського. 
Веспасіян Коховський стверджував, що Хмельницький допомагав Тарасові Трясилу: «…ішов слідами бунтівників Якова Острянина та Дмитра Гуні, був учасником жахливого діла, яке самі призвідці спокутували смертю, а він уникнув заслуженої кари».
Від 1633 року перебував на службі у великого коронного гетьмана Станіслава Конецпольського, за що отримав квартиру в Бродах. Під час оглядин новозбудованого Бродівського замку у 1633 році, на які запросили місцеву шляхту, Хмельницький необачно висловився щодо фортеці, розгнівивши цим коронного гетьмана:
|  | …все створене людськими руками, ними ж може знищитися. |

За даними Івана Крип'якевича, фразу: «Збудоване руками можна руками зруйнувати» було сказано під час огляду Кодацької фортеці 1639 року. Від гніву Конецпольського змушений був шукати схованки на Січі, лише через деякий час повернувшись до Суботова.
Від 1637 року Хмельницький був серед вищої козацької старшини. Брав участь у повстанні Павлюка проти Речі Посполитої, під час якого перебував на посаді генерального писаря, разом із побратимами бився під Кумейками. Після поразки та відступу козаків до Боровиці особисто написав та підписав акт про капітуляцію 24 грудня 1637 року. Дмитро Вирський припускав, що Хмельницький брав участь у боях на стороні коронного війська. 
Восени 1638 року Хмельницький був членом козацького посольства до короля Владислава IV Вази. Є підстави вважати, що він належав тоді до тієї старшини, яка вважала за можливе порозуміння козаків із Варшавою. Однак подальший хід подій довів йому повну неможливість згоди. 
Польська ординація 1638 року скасувала автономію Війська Запорозького й поставила козаків у безпосередню залежність від військової влади Речі Посполитої на українських землях. Хмельницький утратив військове писарство (цей уряд скасували) і став одним з сотників Чигиринського полку. Наступні роки він присвятив головно своєму господарству на Чигиринщині (Суботів, слобода Новоселище й суміжні землі).
Після початку конфлікту з чигиринським підстаростою Даніелем Чаплинським, який фактично виконував накази дідича — Олександра Конецпольського, привілей щодо права власності на Суботів підступом був відібраний у Хмельницького, про що він сам пише у своїх листах до великого коронного гетьмана Миколая Потоцького та до короля Яна II Казимира у 1648 році. Юристи пояснили, що через відсутність документів виграти справу неможливо. Богдан Хмельницький подав скаргу до Сейму, який відмовив — необхідним було підтвердження Олександра Конецпольського. Тоді Хмельницький звернувся до короля Владислава IV, який привілеєм від 22 липня 1646 року затвердив Суботів за ним. Олександр Конецпольський на це не зважив. Проти Хмельницького виступав також багатий чигиринський орендар Захарій Сабиленко.
Були намагання ворогів знищити майбутнього гетьмана фізично. Зокрема, у 1647 році на Хмельницького під час татарського нападу на Чигирин один польський жовнір вдарив його шаблею по шиї. Врятувала залізна сітка, прикріплена до шолома. Пізніше жовнір виправдовувався: «Я думав, що це татарин».
Не змігши нічого довести можновладцям у Варшаві, отримавши тільки 150 злотих відшкодування, Богдан Хмельницький подався до низового козацтва.
У 1646–1647 роках король приймав в умовах великої секретності делегації козаків, до яких входили Іван Барабаш (як старший) і троє його супутників, серед яких був Хмельницький, щодо участі козаків у планованій війні проти османів. На одній з цих таємних аудієнцій Івана Барабаша призначили наказним гетьманом козаків-реєстровців у майбутній війні з османами, він отримав від короля дві важливі привілеї, за одним з яких дозволялось озброєння козаків, за іншим дозволялося збільшення компуту реєстровців з 6 до 12 тисяч, дозвіл робити набіги на османське узбережжя Чорного моря. Викрадені Хмельницьким у грудні 1647 року, за версією польських дослідників, привілеї мали послужити для підбурювання козаків, а також підготовки повстання у 1648 році.

### Хмельниччина

#### Початок

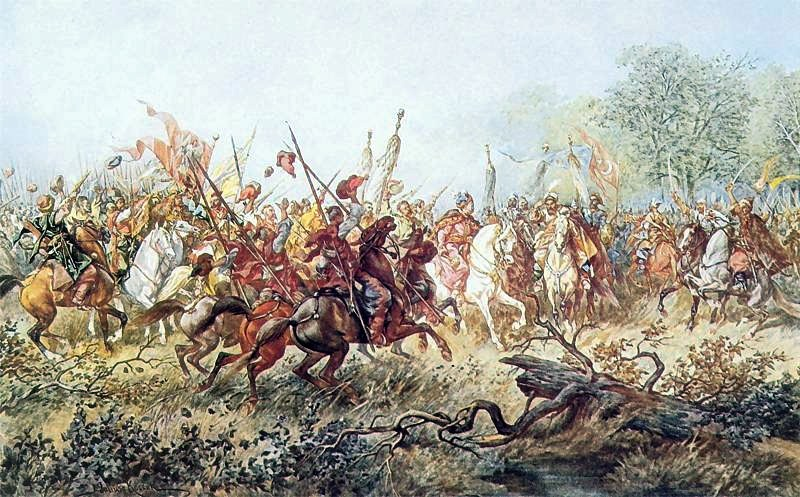
З'єднання козаків Хмельницького з кримцями Тугай-бея

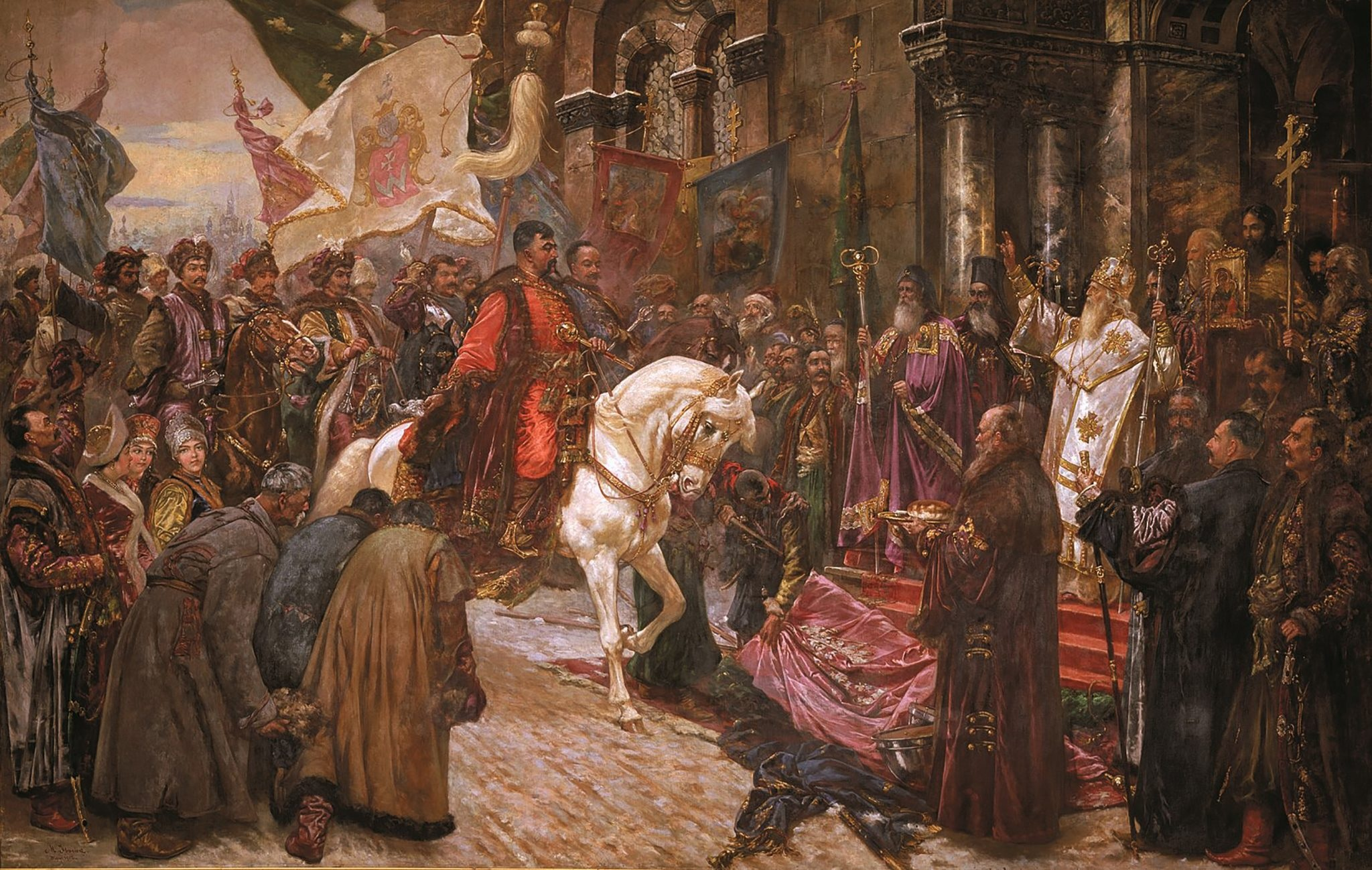
В'їзд Хмельницького до Києва

По смерті польського короля Сигізмунда III Вази (квітень 1632 р.) козацька старшина вислала на конвокаційний сейм своїх представників із вимогою дозволити брати участь у виборах нового короля й послабити національно-релігійні утиски. На провінційних сеймиках в Україні обговорювалося питання про необхідність повернення православним вірянам їхніх прав, яких їх було позбавлено після укладення Берестейської унії 1596 року. Так, на сеймику в Прилуках запорозькі козаки склали для своїх делегатів інструкцію, в якій вимагали позитивного вирішення на сеймі питання про відновлення прав православної церкви. Подібні вимоги висували й братства, зокрема, Львівське та Віленське. Останнє навіть виготовило спеціальну брошуру для конвокаційного сейму під назвою «Синопсис» — «Короткий опис прав, свобод і вольностей…». Вимоги українського населення підтримала й православна духовна ієрархія на чолі з архімандритом Києво-Печерської лаври Петром Могилою. Оскільки повернення відібраних у них прав вимагали й протестанти, П. Могила знайшов підтримку в литовського гетьмана Христофора Радзивілла. На конвокаційному сеймі 22 червня 1632 року у Варшаві православні та протестанти спільно подали свої вимоги, сформульовані у 14 пунктах. Під час роботи комісії (входили від православних — П. Могила, від уніатів — Велямин Рутський), яку очолював королевич Владислав, було укладено проєкт угоди між представниками православного і католицького духовенства (містив дев'ять пунктів). У вересні 1632 року на елекційному сеймі під тиском православних делегатів (серед них і Адам Кисіль), що вимагали негайно визнати свободу віровизнання і права православної церкви, створено нову комісію і підготовлено «Статті». Згідно з цим документом православна церква в Україні офіційно діставала право мати свою ієрархію на чолі з митрополитом і чотирма єпископами (львівським, луцьким, перемиським, мстиславським), вільно відправляти службу, мати церкви, монастирі, друкарні, школи, братства. Православній церкві поверталися церкви й монастирі в Києві (крім Видубицького монастиря). Київським православним митрополитом обрано П. Могилу. «Статті» мали компромісний характер і не могли остаточно врегулювати релігійне питання в Україні. Крім того, після обрання королем, Владислав IV під тиском шляхти Речі Посполитої анулював деякі пункти цього акту.

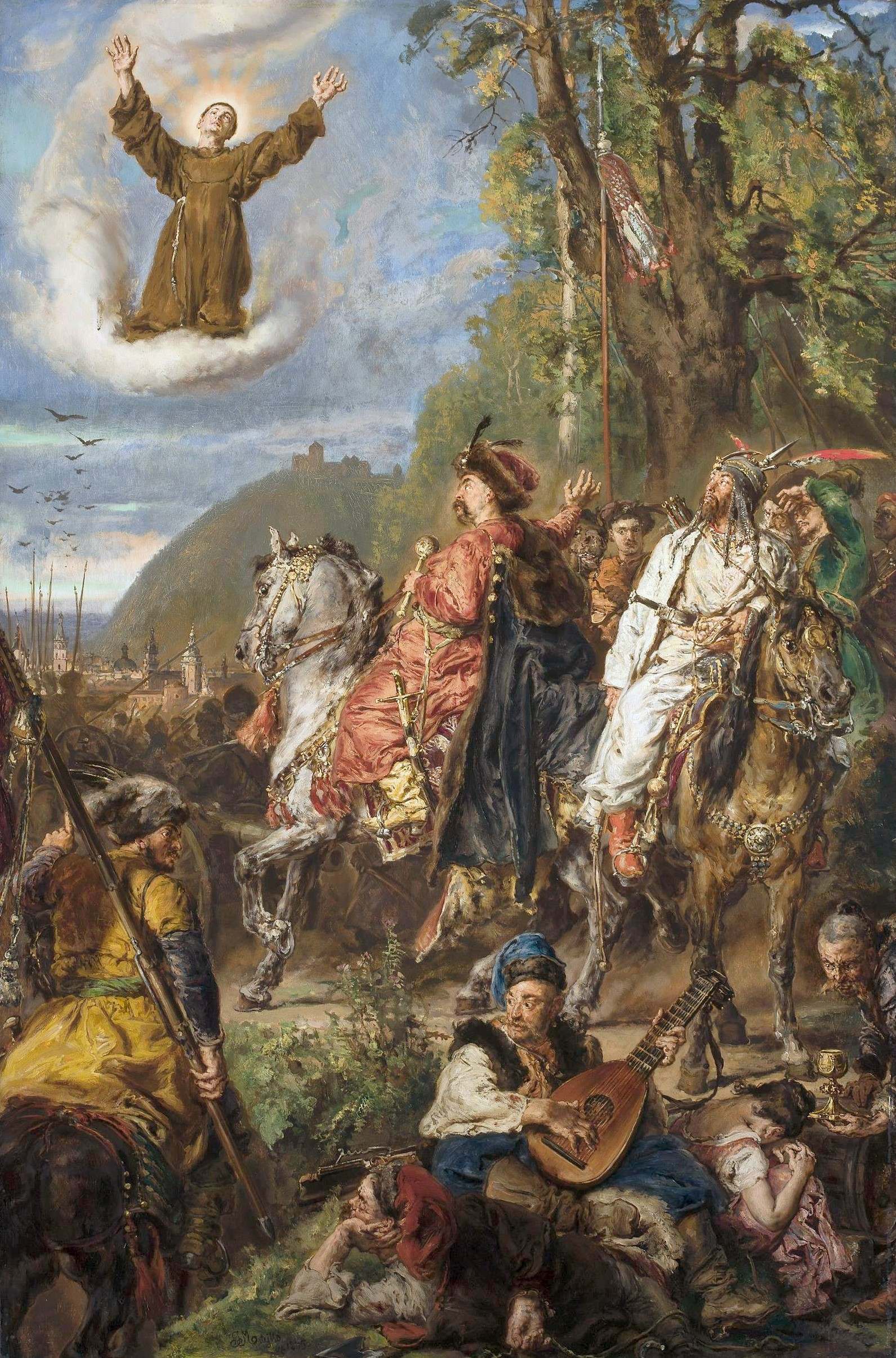
Хмельницький з Тугай-беєм під Львовом

Вже віддавна можновладці Речі Посполитої в Україні, політичні противники короля Владислава IV, дивилися на українську шляхту скоса («кривим оком»). Зняти напругу в суспільстві на законодавчому рівні вже вкотре пробував посол (депутат) Сейму (парламенту) Речі Посполитої — боярин А. Кисіль. Русин за походженням, стурбований нерівністю у державі, він у парламенті домагався прийняття написаного ним трактату «Про рівність прав і спільне життя Сарматів польських і Сарматів руських (українських)». Під тиском козацьких повстань, Сейм приймає його, але польська шляхта Поділля не погодилася його виконувати й повстала проти короля Владислава IV, під тиском якого був прийнятий цей закон. Польська шляхта особливо вороже ставилася до Богдана Хмельницького, прихильника Владислава IV і одного з носіїв автономістських поглядів. З 1633 року власники Чигиринщини — Конецпольські: коронний гетьман Станіслав і його син, коронний хорунжий Олександр за допомогою свого чигиринського підстарости Данила Чаплинського, який мав особисті рахунки з Хмельницьким, вирішили позбавити його маєтку в Суботові, що в ті часи було звичною справою. Чаплинський вчинив ґвалтовний «заїзд» на Суботів (хоча Хмельницький мав на нього королівський привілей з 1646 р.), зруйнував економію й пограбував майно Хмельницького, а слуги Чаплинського одночасно на Чигиринському ринку важко побили малого сина Хмельницького. Серед цих турбот і тривог 1647 року померла дружина Хмельницького, а в кінці того ж року Олександр Конецпольський наказав ув'язнити й стратити Хмельницького, якого врятувала лише допомога й порука його друзів, серед чигиринської старшини, зокрема полковника Михайла Кричевського — кума й однодумця Хмельницького. Хмельницький повідомив Королю Владиславу IV про завдані кривди, у відповіді король закликав Хмельницького допомогти йому у боротьбі проти Подільської шляхти, тому в кінці грудня 1647 року Хмельницький та його старший син Тиміш з невеличким (300 чи 500) загоном козаків подався на Запорожжя. 20 січня 1648 року Хмельницький підійшов під Січ; 24 січня захопив усі човни та провіант; 25 січня заволодів фортецею, при цьому значна частина реєстровців перейшла на бік повстанців. Невдовзі його було обрано за гетьмана. На думку польського історика Януша Качмарчика, Богдан Хмельницький — перший з козацьких ватажків, якому офіційно надали титул гетьмана. З підготовки до збройного виступу Хмельницький ужив заходів:
- розіслав універсали до українського народу із закликами вступити до лав козацького війська[30];
- налагодив виробництво пороху, організував закупівлю зброї та боєприпасів;
- заручившись підтримкою Османської імперії, у лютому—березні 1648 року у Бахчисараї українські посли уклали угоду з кримським ханом Іслям-Ґераєм ІІІ про військову допомогу у війні проти Речі Посполитої.

Це був початок нової хвилі збройної боротьби за рівність прав українців у Речі Посполитій, яка після смерті Владислава IV 20 травня 1648 року, переросла у Національно-визвольну війну українського народу, очолену Хмельницьким.
Перемоги 1648 року у битві під Жовтими Водами, Корсунем і Пилявцями запалили всенародне повстання українського народу проти адміністрації й шляхти Речі Посполитої та її агентури в Україні. Саме тоді було здійснено облогу Львова й Замостя, визволено з-під влади Речі Посполитої велику територію України. Учасник подій — Самовидець (Роман Ракушка-Романовський) так описує цю хвилю революції, яка почалася у 1648 році й дійшла до свого вершка наступного року:
«Так усе, що живо, поднялося в козацтво, аж заледво знайшол в яком селі такого человіка, жеби не міг албо сам, албо син до войска йти; а єжели сам нездужал, то слугу паробка посилал, а иніе килко их было, всі йшли з двора, тилко одного зоставали, же трудно было о наймыта …, навет где в городах были й права майдебурскіе — и присягліе бурмистрове й райцы свої уряды покидали, и бороди голили, до того войска ишли».
Тріумфальний в'їзд Хмельницького в Київ у неділю 27 грудня після вечірні й зустріч його на Різдво 1648 року як «пресвітлого володаря й князя Руси» із вищим православним духовенством, київською інтелігенцією та єрусалимським патріархом Паїсієм Величковським свідчили, що початок нової козацько-гетьманської держави, власне держави Хмельницького був зроблений.
Рішення Хмельницького воювати проти гнобителів освятив Патріарх Константинопольський (Йоанникій II або Парфеній II) у 1651 році, надіслав корінфського митрополита з мечем, освяченим на гробі Господнім, який підперезав ним гетьмана.

#### Коаліції

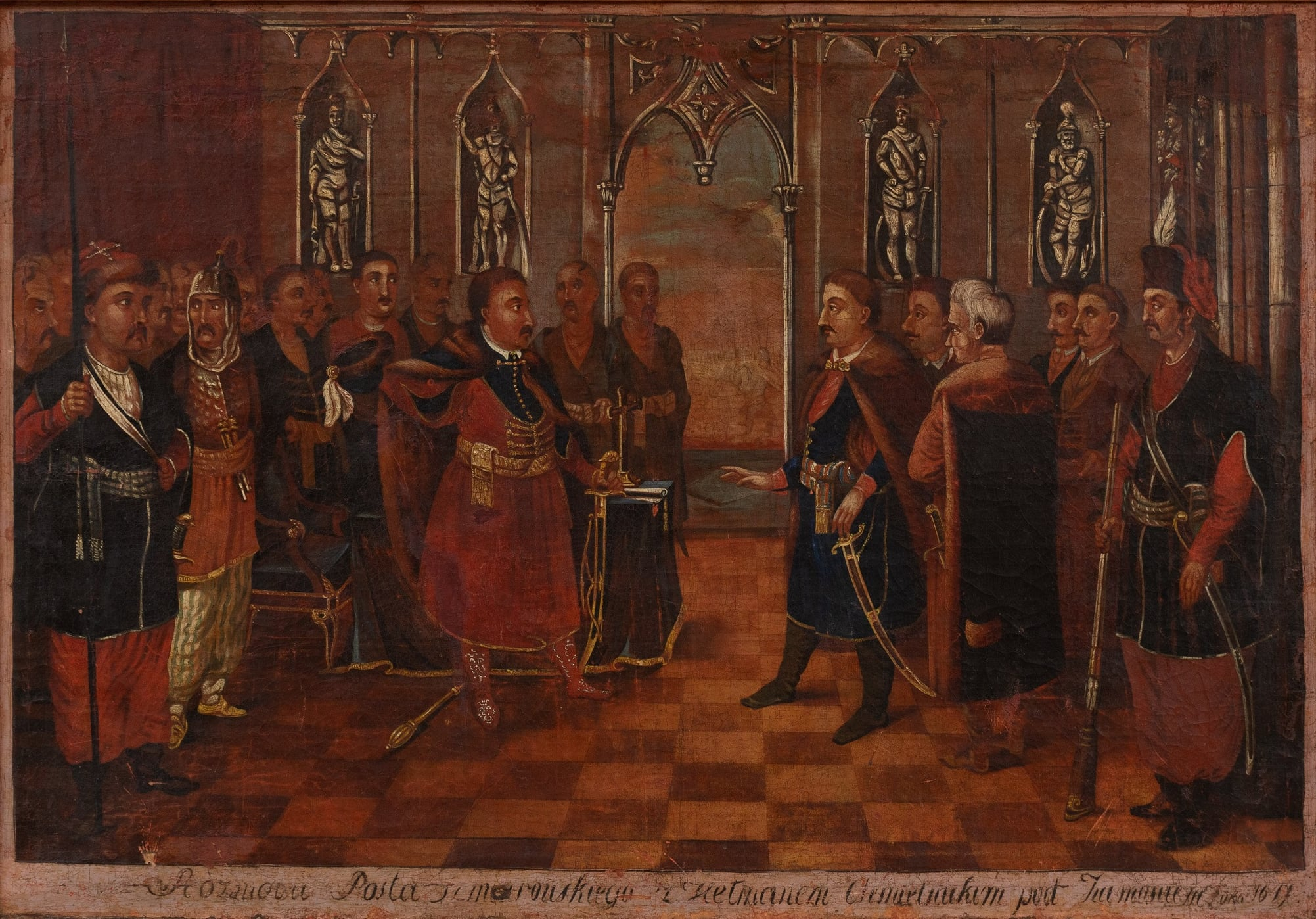
Переговори Хмельницького з послом Речі Посполитої Смяровським

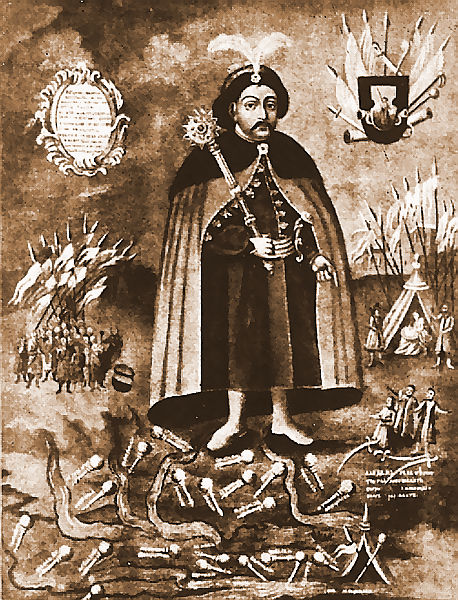
Богдан Хмельницький з полками (позначені булавами). Малюнок XVIII ст.

У своїй боротьбі проти Речі Посполитої Хмельницький створив, одну за однією, три коаліції.
- Першою була українсько-кримсько-османська коаліція, утворена у 1647—1648 роках. Вона паралізувала небезпеку з боку коронно-московського союзу А. Киселя 1647 року й допомогла Україні здобути великі мілітарні успіхи, завершені Зборівською угодою 1649 року. Але, внаслідок дворазової зради кримського хана (Берестечко — 1651 р., Жванець — 1653 р.) й пасивності Османської імперії, Хмельницькому не вдалося повністю використати успіхи та здобути остаточну перемогу над Короною[джерело?]. Хоча візир Кримського ханства Сефер Гази вважав, що зрадив Хмельницький, а не кримський хан[36][37][38]. Так, після взяття Високого Замку Хмельницький відправив своїх послів до Московії.

- Друга коаліція — українсько-московська, з царем Олексієм Михайловичем, укладена в Переяславі 1654 року (додатково затверджена березневими статями 1654 року, які козацьке посольство уклало з московським царем у Москві) скерована проти Речі Посполитої.

Текст угоди так і не вдалося знайти, а представники Московії спираються лише на чернетки.
Ця угода не принесла Україні всіх тих воєнних і політичних успіхів, задля яких її було створено.
Козацька старшина, духівництво та київський митрополит не підтримали угоди й відмовилися присягати цареві. 1656 року московський цар зрадив переяславські домовленості й без участі українських представників підписав у м. Вільно договір між Московією та Річчю Посполитою.
- Третя антипольська коаліція (1656—1657 рр.) — союз між Україною, Швецією, Семигородом та іншими державами (Бранденбурзьке маркграфство, Молдавське князівство, Волоське князівство), внаслідок якої було укладено Раднотський договір.

Перші дві коаліції мали на меті завдати Речі Посполитій військово-політичної поразки й забезпечити та гарантувати цілісність і незалежність козацької держави, третя антипольська коаліція — союз між Україною, Швецією, Семигородом та іншими державами (Бранденбург, Молдавія, Валахія), — за планом Хмельницького, була направлена на цілковиту ліквідацію держави Речі Посполитої («снести б Коруна вся, будто Коруна Польская и не бывала»), та створити незалежну Руську державу (Велике князівство Руське) в межах цілої етнографічної території України та Білорусі під владою гетьмана й Війська Запорізького. Це дуже збентежило московський уряд, який доклав усіх зусиль, щоб перешкодити успіхові цієї коаліції. Московія, після підписання миру з Річчю Посполитою, розпочала війну зі Швецією. Одночасно на теренах Речі Посполитої вирувала війна, що увійшла в історію під назвою «Потоп».
Військові невдачі та нереалізація дипломатичних планів Хмельницького прискорила його смерть.

### Відновлення церков
За його сприяння 1655 року було покрито міддю та позолочено верх церкви Архистратига Михаїла Золотоверхого монастиря у Києві. 25 травня 1654 року з Чигирина Богдан Хмельницький надсилає листа до московського патріарха Никона з проханням звернутися до царя для підтвердження привілеїв Київської митрополії.

### Смерть

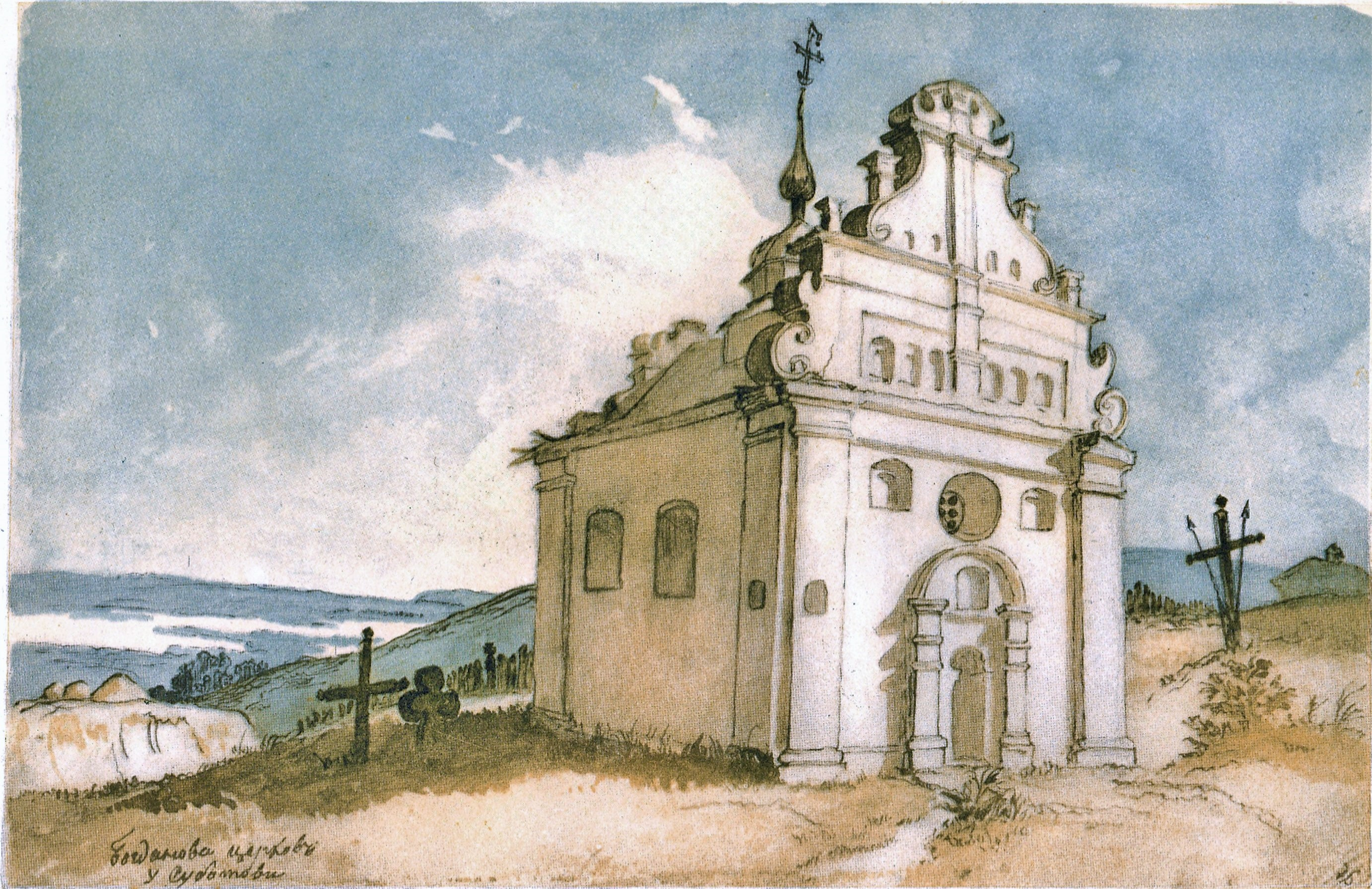
«Богданова церква у Суботові», малюнок Т. Г. Шевченка

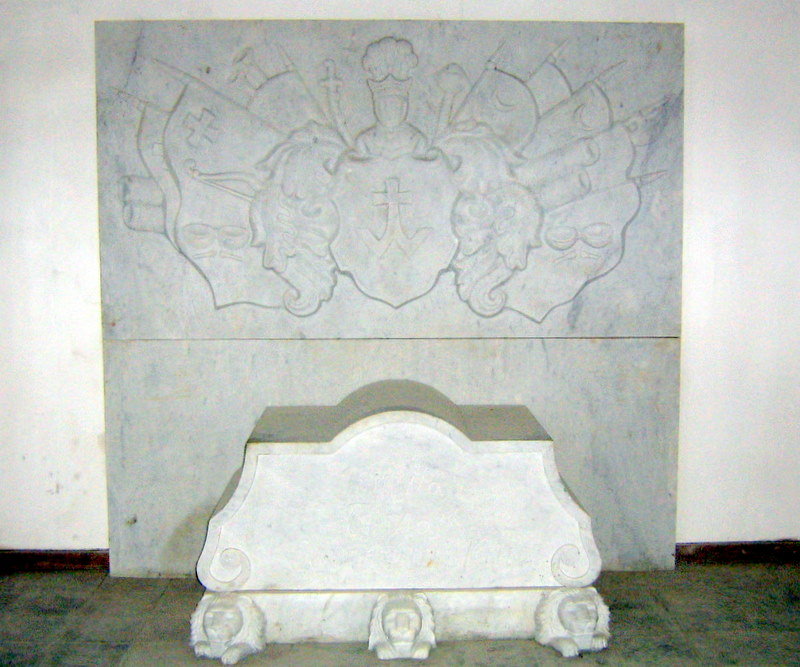
Місце захоронення Хмельницького в Іллінській церкві

Богдан Хмельницький в останні роки свого життя часто хворів. Прагнув спадкової передачі влади (гетьманства) своєму синові Юрію. За даними Мирона Кордуби, звістка про бунт відділу козаків, висланого для рятунку Ракоці від нападу татар, призвела до апоплексії у вже хворого гетьмана, через що він утратив дар мови. Упокоївся вранці 27 липня (6 серпня за новим стилем) 1657 року в Чигирині й 25 серпня був похований у Суботові, в Іллінській церкві, яку сам збудував. Вона мала стати родовою усипальницею Хмельницьких[джерело?].
Після смерті забальзамоване і поховане тіло гетьмана зникло. Де саме воно перебуває нині — невідомо. Власне, існує дві версії цієї події, так звана польська й українська. За польською версією, руський воєвода Стефан Чарнецький 1664 року напав на Суботів, викопав домовину з тілом гетьмана, спалив, а попіл вистрілив з гармати. Український варіант це припущення повністю відкидає, мовляв, тіло Богдана було перепоховано його старим другом Лавріном Капустою. Щоб не допустити нової наруги над його тілом, нове місце поховання знало дуже обмежене коло осіб, які в ході війн загинули. Вчені припускають, що ймовірним місцем перепоховання праху Хмельницького може бути «Семидубова гора» в с. Івківці, що неподалік Суботова. Можливо, також, що Гетьман похований в Іллінській церкві, у склепі, який виявили у 2019 році. Доказів підтвердження обох версій поки що немає.

## Хмельницький та іслам

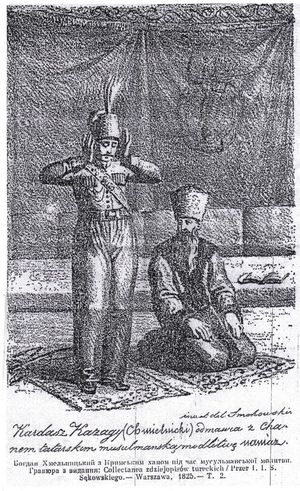
Богдан Хмельницький та Ӏслям III Ґерай роблять намаз

У хроніці «Таріх-і Іслам Герай хан» (1651) придворного кримського літописця Мехмеда Сенаї вперше повідомлялося про намір Хмельницького прийняти іслам.

Османський літописець XVII ст. Мустафа Наїма в літописі під назвою «Справи північні» повідомляє, що, прибувши до ханського палацу, Хмельницький приватно повідомив Ісляму Ґераєві, що вони з ханом — єдиновірці: 
«Потому ханові про свої справи звістивши, зустрівся з ним; коли ж хан не повірив, звершив із ним вечірній намаз — відтак голосом співочим високошанований Коран прочитав; отоді хан довірився»
В книзі «Збірка турецьких літописів» (пол. Collectanea z dziejopisów tureckich), що вийшла друком у Варшаві 1824 року, польський історик Осип Сенковський навів гравюру, на якій зображений спільний намаз Хмельницького та хана Ісляма Ґерая III.

## Родина

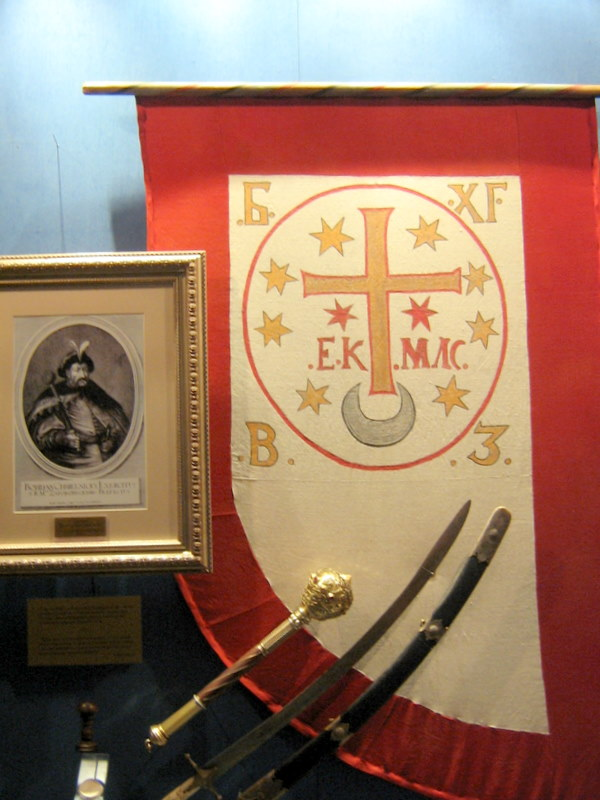
Прапор що приписують Богдану Хмельницькому (або єдиному з підрозділів). Абревіатура: Богдан Хмельницький, гетьман Війська Запорозького, его королівської милості

### Дружини
Богдан Хмельницький був одружений тричі:
- перша дружина — Ганна Сомко, — дочка багатого переяславського купця, мати всіх його дітей. З нею Богдан взяв шлюб близько 1623 року[18] (чи у період 1625—1627 рр.). Померла передчасно;
- другий шлюб на початку 1649 року зв'язав його з колишньою жінкою його ворога Чаплинського — Оленою, найбільшим коханням гетьмана, яка була страчена його сином Тимошем у травні 1651 року за підозрою у зраді;
- влітку 1651 року Богдан Хмельницький одружився втретє з Ганною Золотаренківною, міщанкою з Корсуня, вдовою полковника Мартина Пилипенка[49]. Радниця Хмельницького і розпорядник сімейного скарбу, вона надовго пережила його, і у 1671 році стала черницею з ім'ям Анастасія Києво-Печерського жіночого монастиря.

### Діти
Дослідники вважають, що у гетьмана було троє синів і чотири доньки[джерело не вказане 908 днів]:
- старший син Тиміш, народився 1632 року. У 1652 році одружився з донькою молдавського господаря Василя Лупула — Розандою. Його Хмельницький вважав своїм спадкоємцем, але Тиміш загинув 15 вересня 1653 року, смертельно поранений під час облоги молдавської фортеці Сучави, яку він боронив зі своїм козацьким військом, захищаючи тестя — Василя Лупула. Він залишив двоє дітей-близнят, доля яких невідома;

- молодший син Хмельницького — Юрій народився 1641 року, навчався у Києво-Могилянській колегії, і 1657 року за життя батька був обраний гетьманом-наступником при регенті Івані Виговському, який 27 серпня 1657 року перебрав булаву. Згодом Юрій двічі був гетьманом (раз від поляків на Лівобережній Україні, вдруге після дев'яти років османської в'язниці Семи Веж (Еди-Куле), був в інтересах султана проголошений гетьманом 1678 р. в Україні). Загинув 1679 року у битві під Кизикерменом;

- дочка Хмельницького — Катерина була одружена з Данилом Виговським, і після його смерті в московському полоні стала другою дружиною гетьмана Павла Тетері. Померла у 1668 році;
- друга дочка — Олена (Стефанія) була дружиною Івана Нечая. Їхнє весілля відбулося у середині 1650 року. 4 грудня 1659 року під час облоги Бихова Степаниду разом з чоловіком було взято у полон. Припускають, що її заслано в Сибір;
- імена двох інших дочок гетьмана — одна з них була одружена з корсунським сотником Глизьком (Улезком), який загинув у війні з Річчю Посполитою у 1655 році, друга вийшла за новгород-сіверського козака Л. Мовчана (1654 р.), — лишилися невідомими.

Гетьманський рід Хмельницького згас у кінці XVII століття. Пізніші Хмельницькі, яких чимало було на Лівобережній Україні і в Російській імперії у XVIII—XIX століттях, були іншого походження.

Зв'язки Гетьманів Руїни з ім'ям Хмельницького

## Оцінки

### Сучасники

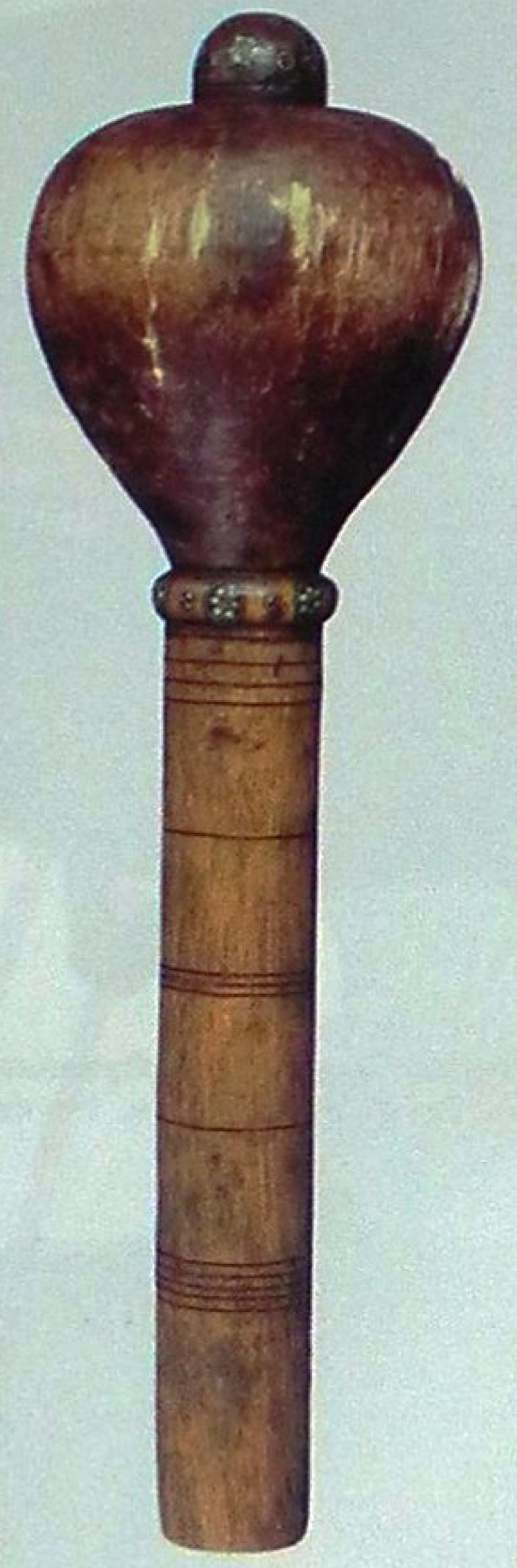
Булава Богдана Хмельницького

Українська держава Богдана Хмельницького викликала захоплення численних сучасників — дипломатів, мандрівників, літописців. Італієць Альберто Віміна, який особисто бачив гетьмана 1656 року й неодноразово розмовляв з ним, у своїх спогадах пише про український народ у період його найвищого злету в часи Хмельниччини. Особливо його вразила демократична форма правління козаків — скликання Ради для обговорення важливих державних питань, коли козаки у присутності гетьмана спільно їх вирішують. Подорожні нотатки сирійського архідиякона Павла Алеппського, який описав подорож антіохійського патріарха Макарія Україною у 1654 і 1656 роках, зафіксували для нас подробиці побуту і звичаїв українців, які здивували його тим, що скрізь зустрічали хлібом-сіллю як символом добробуту. Описуючи своє враження від гетьмана Хмельницького, Павло Алеппський підкреслює: «Так ось він, Хмель, якого слава й ім'я рознеслися по всьому світу». Багато і захоплено пише мандрівник про освіту в державі Хмельницького: «Всі вони, за винятком небагатьох, навіть більшість дружин і дочок, уміють читати і знають порядок церковних служб… Число письменних особливо збільшилося з часу появи Хмеля». Алеппського вразила велика друкарня у Києво-Печерській лаврі, де «виходять усі їхні церковні книги дивного друку, різного кольору і вигляду, а також малюнки на великих аркушах, визначні місця країн, ікони святих, вчені дослідження тощо».
Польський історик Людвік Кубаля, котрий присвятив багато років дослідженню життя й діяльності Богдана Хмельницького, порівнював українського гетьмана з його сучасником — вождем Англійської революції середини XVII століття Олівером Кромвелем, відзначаючи при цьому, що завдання у Богдана Хмельницького виявилося набагато складнішим, оскільки «він не мав у своєму розпорядженні вишколеної інтелігенції й засобів старої, сильної держави. Військо, фінанси, державне господарство, адміністрація, відносини з сусідніми державами — все це треба було створити… Він мусив добирати і вчити людей. Була то людина з кожного погляду надзвичайних вимірів, він переростав талановитих людей настільки, що переступав межі збагненного».
У літописі «Історія хана Іслама Гірая III» кримсько-татарського автора Гаджі Мехмеда Сенаї Киримли відчувається вельми позитивний пієтет літописця щодо Богдана Хмельницького, якого він називає хоробрим, безстрашним богатирем і лідером «Дніпровського козацтва», а також «від природи толерантного до ісламської релігії та як особу, що заслуговувала на пошану з боку релігії ісламу». В османських рукописних джерелах фігурують такі величальні слова на адресу гетьмана, як «гордість всіх правителів від християнської релігії, правитель вільної та свобідної нації». Цей факт є свідченням не лише дипломатичного визнання гетьмана Богдана Хмельницького, а й поваги з боку уряду Османської імперії й до українського козацтва.

### Тарас Шевченко
Великий український поет неодноразово звертався до образу Богдана Хмельницького як у поетичній, так і у художній творчості. Вперше — у 1837 році, в офорті «Смерть Богдана Хмельницького». Свої враження про події минулого Шевченко передав також у роботах «Дари в Чигрині 1649 року», «Богданові руїни в Суботові», «Богданова церква у Суботові», в останніх — переважає елегічний настрій.
У поетичній творчості образ Хмельницького проходить у багатьох творах, зокрема у віршах («Розрита могила», «Великий льох», «Стоїть в селі Суботові», «За байраком байрак», «Осії. Глава XIV», «Якби-то ти, Богдане п'яний…» та ін.), драмах («Назар Стодоля», «Никита Гайдай»), російськомовній прозі («Близнецы», «Прогулка с удовольствием и не без морали»). Оцінка Хмельницького виглядає доволі неоднозначною. У ряді творів поет називає Хмельницького
«славним», «благородним», «праведним гетьманом», «козацьким розумним батьком». Водночас Шевченко негативно оцінює наслідки єднання з Московією:
Ото церков Богданова.

Там-то він молився,

Щоб москаль добром і лихом

З козаком ділився.

Мир душі твоїй, Богдане!

Не так воно стало;

Москалики, що заздріли,

То все очухрали.

Могили вже розривають

Та грошей шукають,

Льохи твої розкопують

Та тебе ж і лають,

Що й за труди не находять!

Отак-то, Богдане!

Занапастив єси вбогу

Сироту Украйну!

За те ж тобі така й дяка…

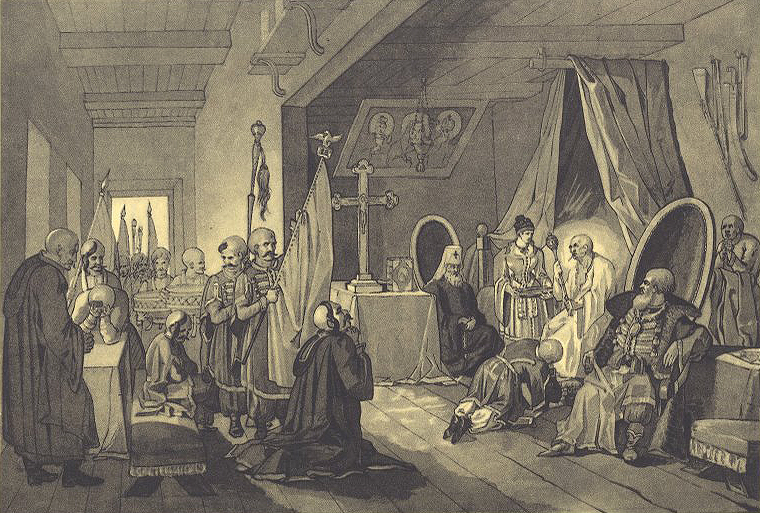
Т. Шевченко. Смерть Богдана Хмельницького (1836—1837)

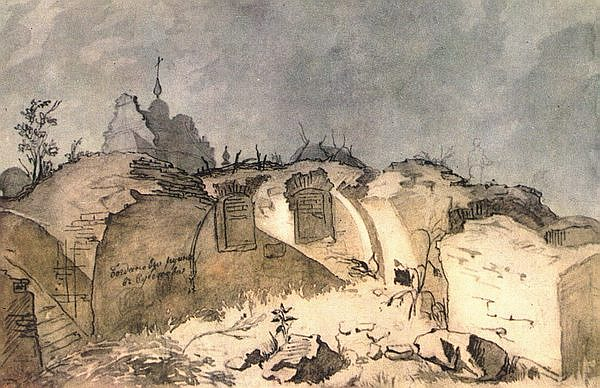
Т. Шевченко. Богданові руїни в Суботові

Найвідвертішого осуду Хмельницький отримує у вірші «Якби-то ти, Богдане п'яний», що був тривалий час забороненим до друку:
Великий, славний! та не дуже…

Якби ти на світ не родивсь

Або в колисці ще упивсь…

То не купав би я в калюжі

Тебе преславного. Амінь.

### Історики
| Великий рух народній, піднятий Хмельницьким, дав новий лад усій східній Україні — Гетьманщині. | Михайло Грушевський, 1913;
Втім визнаючи за гетьманом талан до військового керівництва Грушевський значно критично оцінював його як політика.
| Хмельницький став керівником Визвольної війни завдяки тому, що здобув довір'я мас. Він ріс і жив серед козацтва, розумів його прагнення й інтереси. Народні маси зустріли Хмельницького з цілковитим довір'ям, розуміючи, що він є справжнім захисником їх інтересів. | Іван Крип'якевич, 1954;
| Він поводився так, неначе був монархом суверенної держави, й розвинув широку дипломатичну акцію на міжнародному полі для зміцнення свого становища. | Дмитро Дорошенко, 1921.

## Вшанування пам'яті

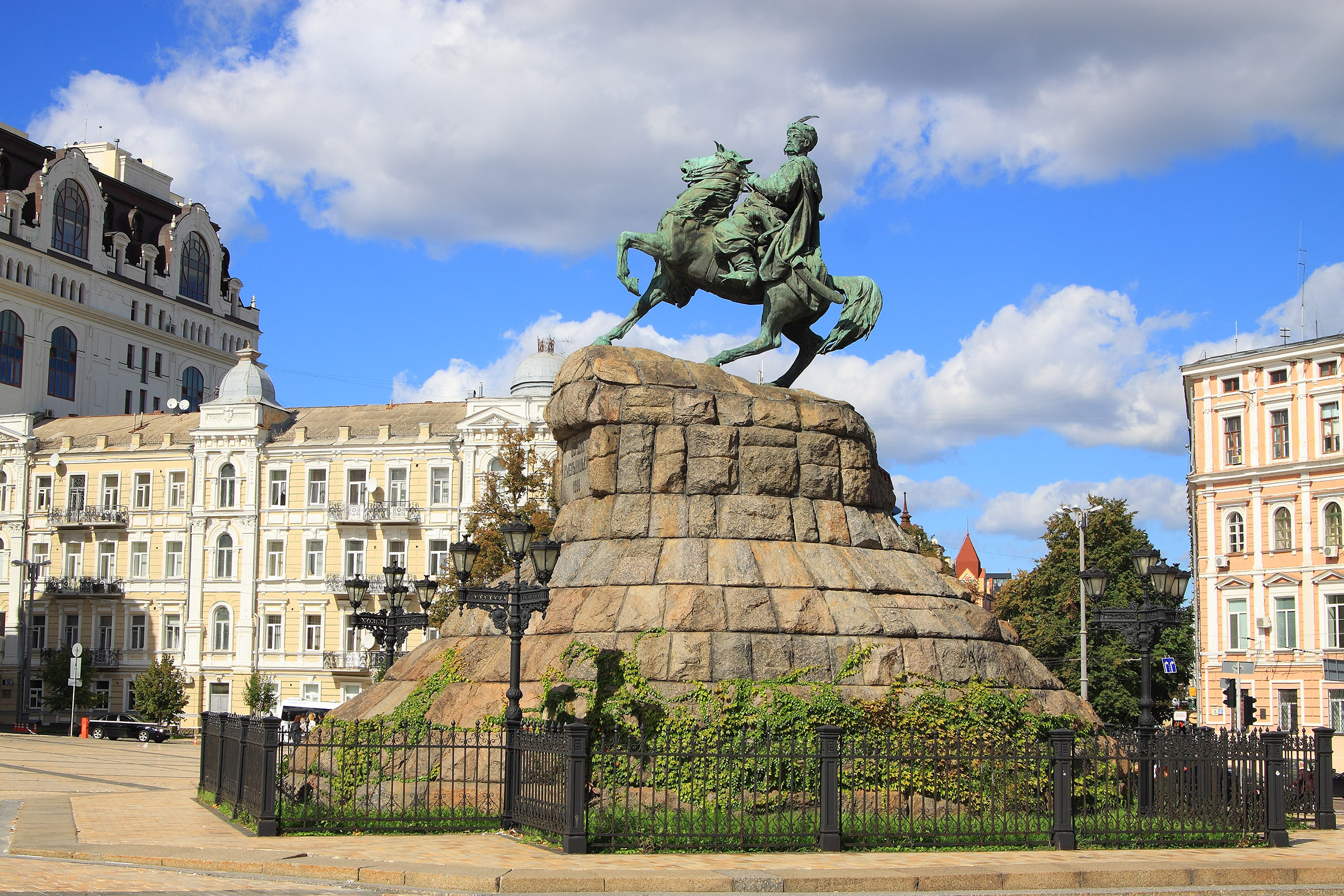
Пам'ятник Богданові Хмельницькому в Києві

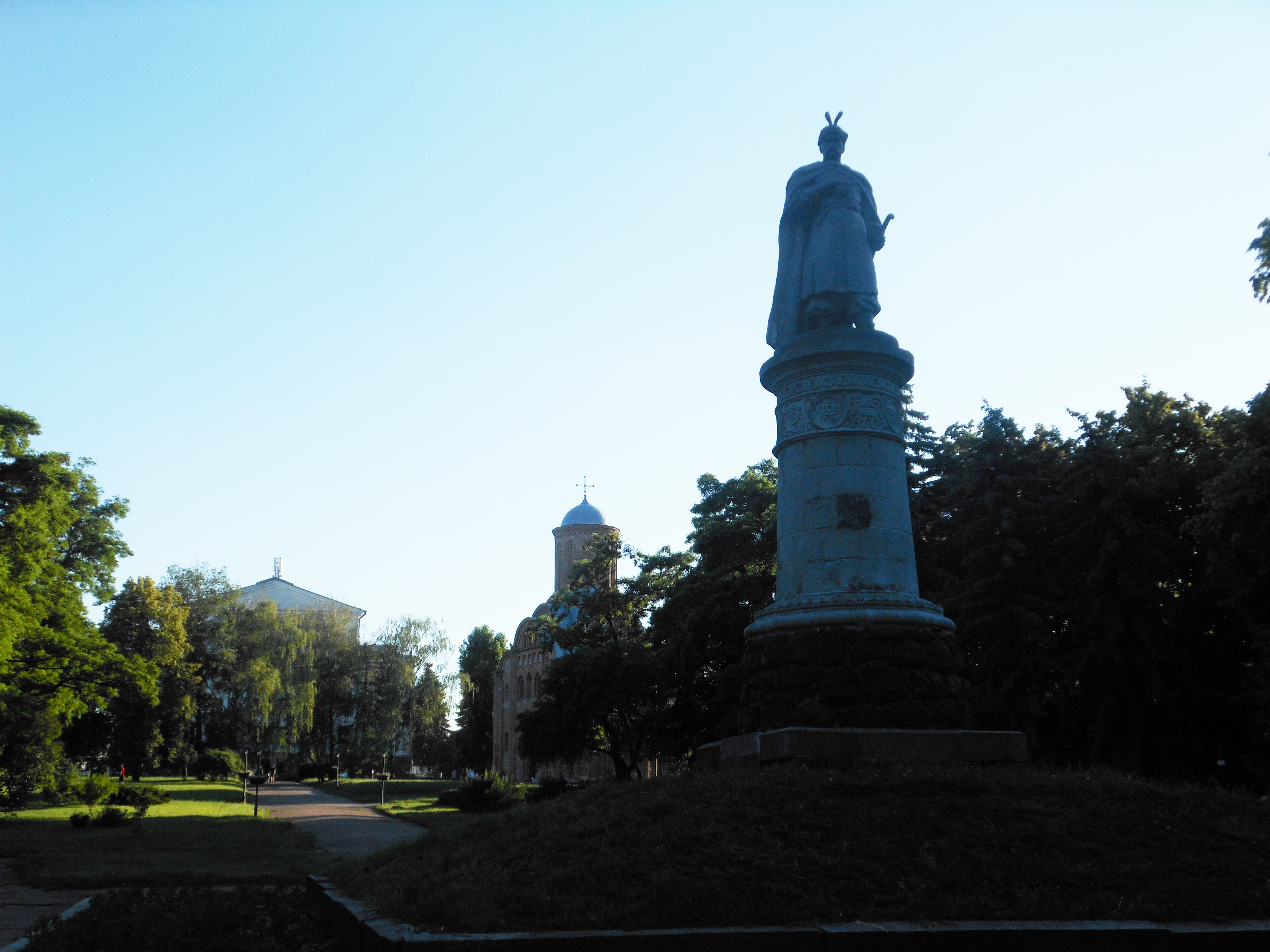
Пам'ятник Хмельницькому в Чернігові

У 1943 році Переяслав перейменували на Переяслав-Хмельницький, а у 1954 році місто Проскурів — на Хмельницький. У 2019 році Переяславу повернули початкову назву.
У Києві є пам'ятник Богданові Хмельницькому, якого зображено верхи на коні. Також пам'ятники встановлені в містах Чигирині на Богдановій горі, Чернігові, Хмельницькому, Черкасах, Нікополі, Кропивницькому, Запоріжжі та в селі Суботові.
У Запоріжжі пам'ятник встановлено на вулиці Хмельницького, а також пам'ятний знак на острові Хортиця. Напис на камені: «У січні 1648 р. біля о. Хортиця запорізькі козаки на чолі з Хмельницьким вперше розгромили загін польських гнобителів».
Іменем Богдана Хмельницького названі вулиці і площі в багатьох містах і селах України, воно присвоєне академії Державної прикордонної служби України в місті Хмельницькому та Національному університету в Черкасах. Також у Чигирині діє музей Богдана Хмельницького.
Портрет Богдана Хмельницького зображено на банкноті номіналом 5 гривень. Також Національний банк України випускав в обіг пам'ятні монети номіналом 200 000 карбованців з 19 липня 1995 року, номіналом 1 000 000 карбованців (срібло) з 21 червня 1996 року та номіналом 10 гривень (срібло) з 24 грудня 2015 року.
За часів СРСР існував Орден Богдана Хмельницького, призначений для нагородження як офіцерського, так і солдатсько-сержантського складу. Також Орден Богдана Хмельницького встановлений у сучасній Україні для нагородження громадян України за особливі заслуги у захисті державного суверенітету, територіальної цілісності, у зміцненні обороноздатності та безпеки України.

### Військові підрозділи
На його честь також названо 69-й курінь УПЮ імені Богдана Хмельницького.
На його честь також названо Окремий президентський полк імені гетьмана Богдана Хмельницького.

### Топоніми
Вулиця Богдана Хмельницького у різних містах України.
Проспект Богдана Хмельницького у Дніпрі.
У місті Миколаїв є сквер Богдана Хмельницького. Також сквер Богдана Хмельницького є у містах Черкаси та Чернігів.
Парк культури та відпочинку імені Богдана Хмельницького у місті Львів.
У містах Кропивницький та Черкаси є площа Богдана Хмельницького.

### В образотворчому мистецтві
Історичні портрети

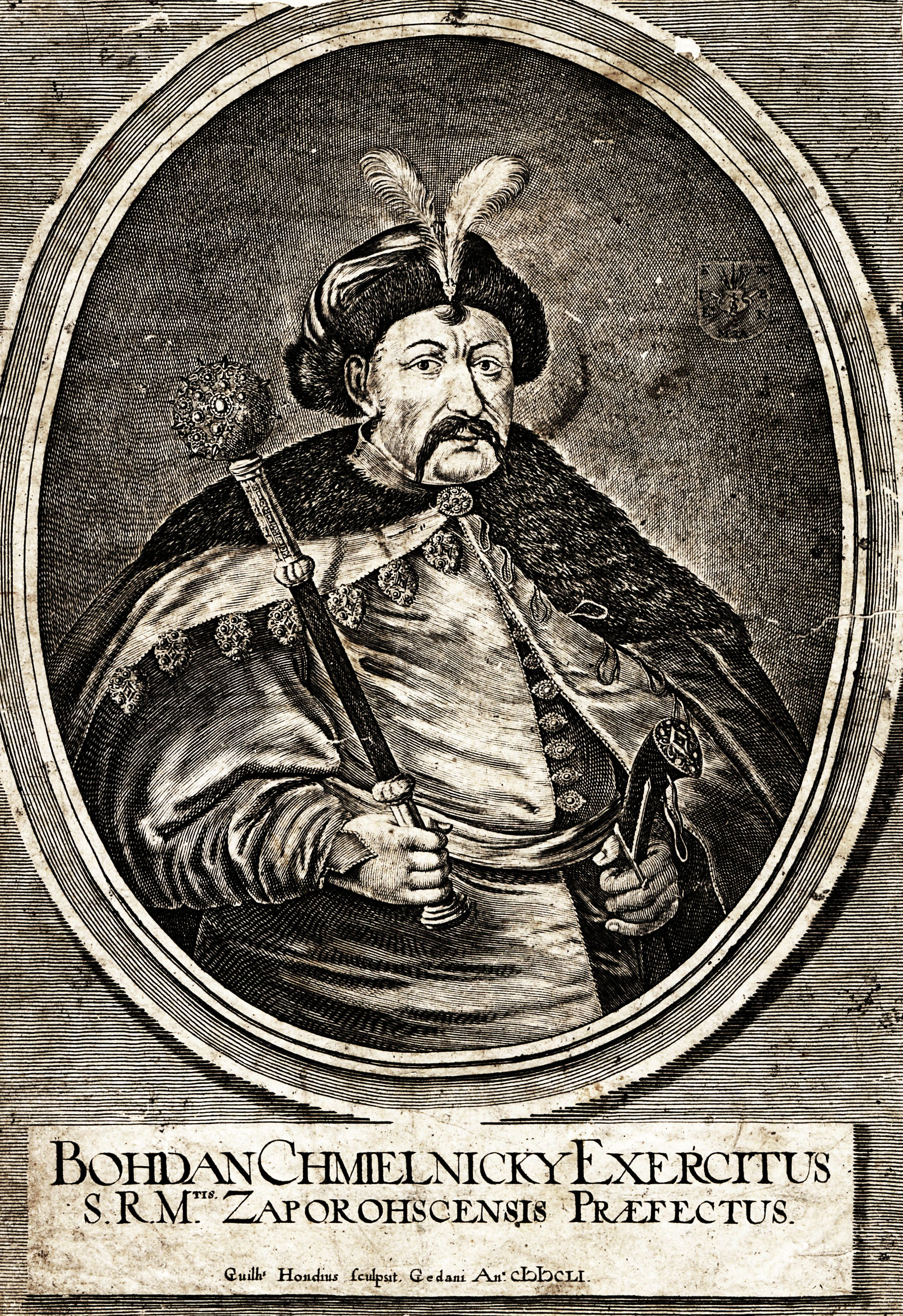
Гравюра Вільгельма Гондіуса, 1651 рік — один з найпоширеніших портретів, що став основою для більшості зображень гетьмана
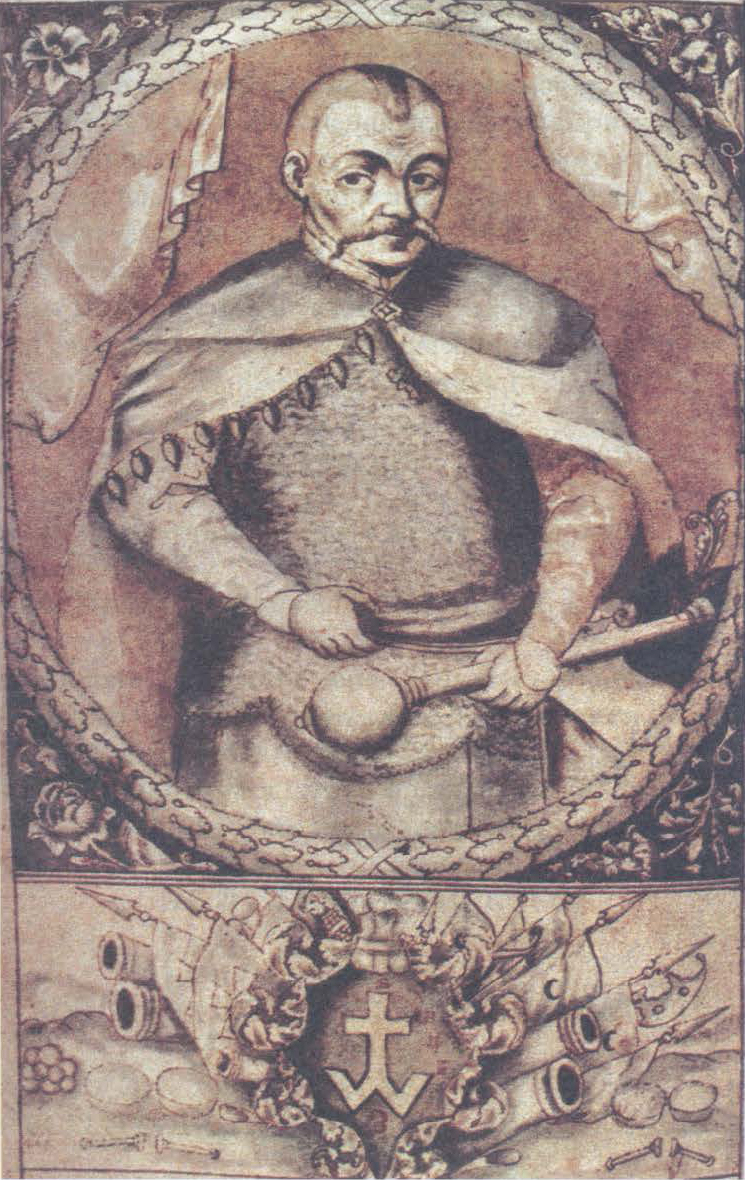
Портрет з літопису Самійла Величка, друга пол. XVIІ ст.
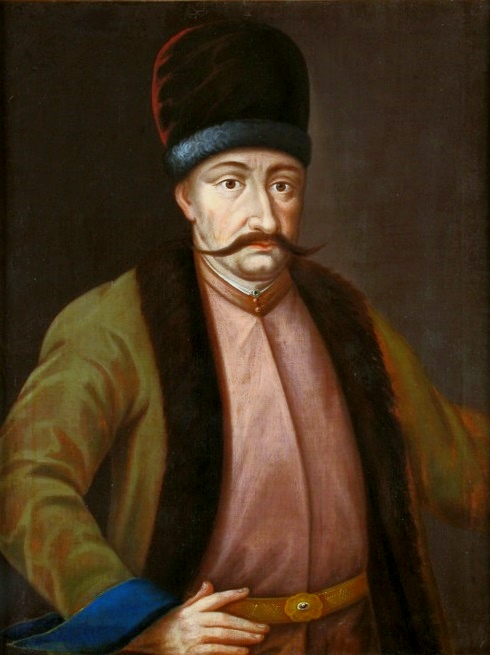
Автор невідомий, XVIII ст., Музей Тарновської землі в Тарнові[pl]
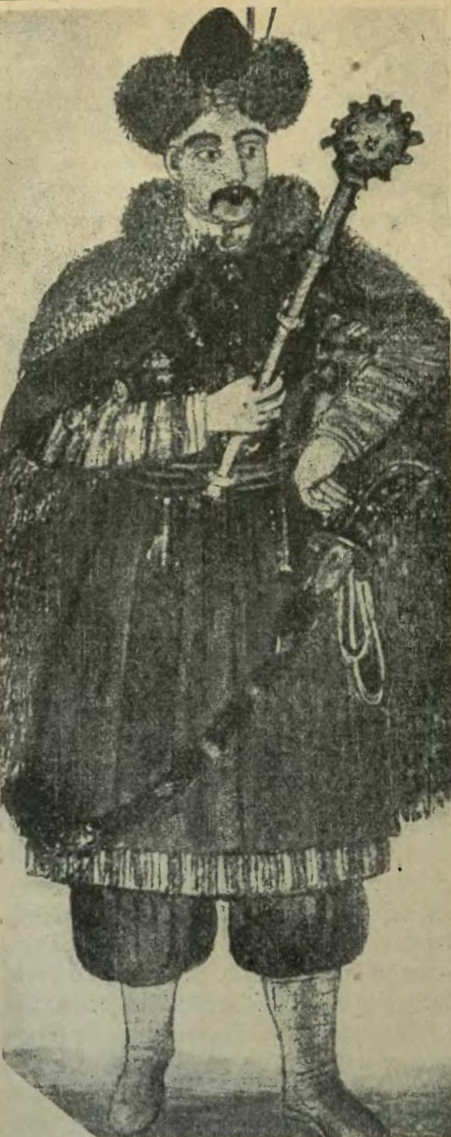
Замальовка портрету з Медведівського монастиря (не зберігся)

Пізніші портрети, написані за гравюрою Гондіуса

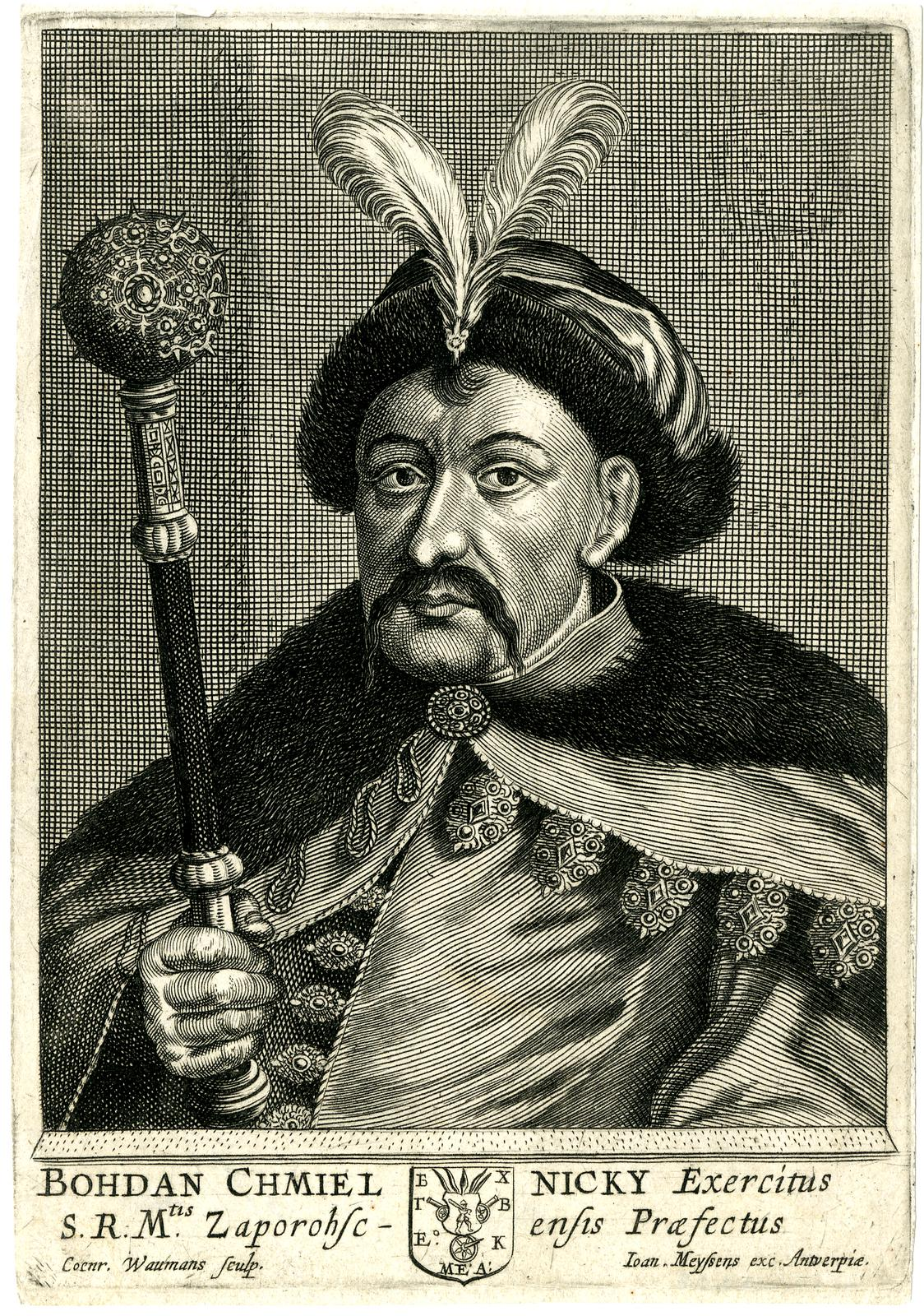
Гравер Конрад Вауманс[es], XVIІ ст., Британський музей
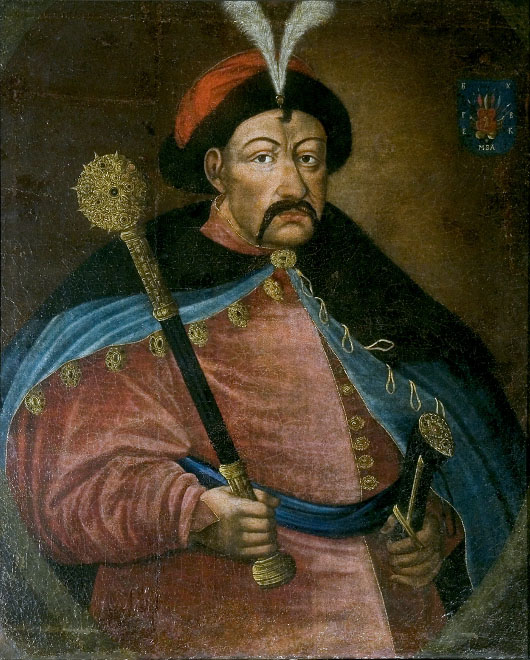
Автор невідомий, друга пол. XVIІ ст., Чернігівський історичний музей ім. В. Тарновського
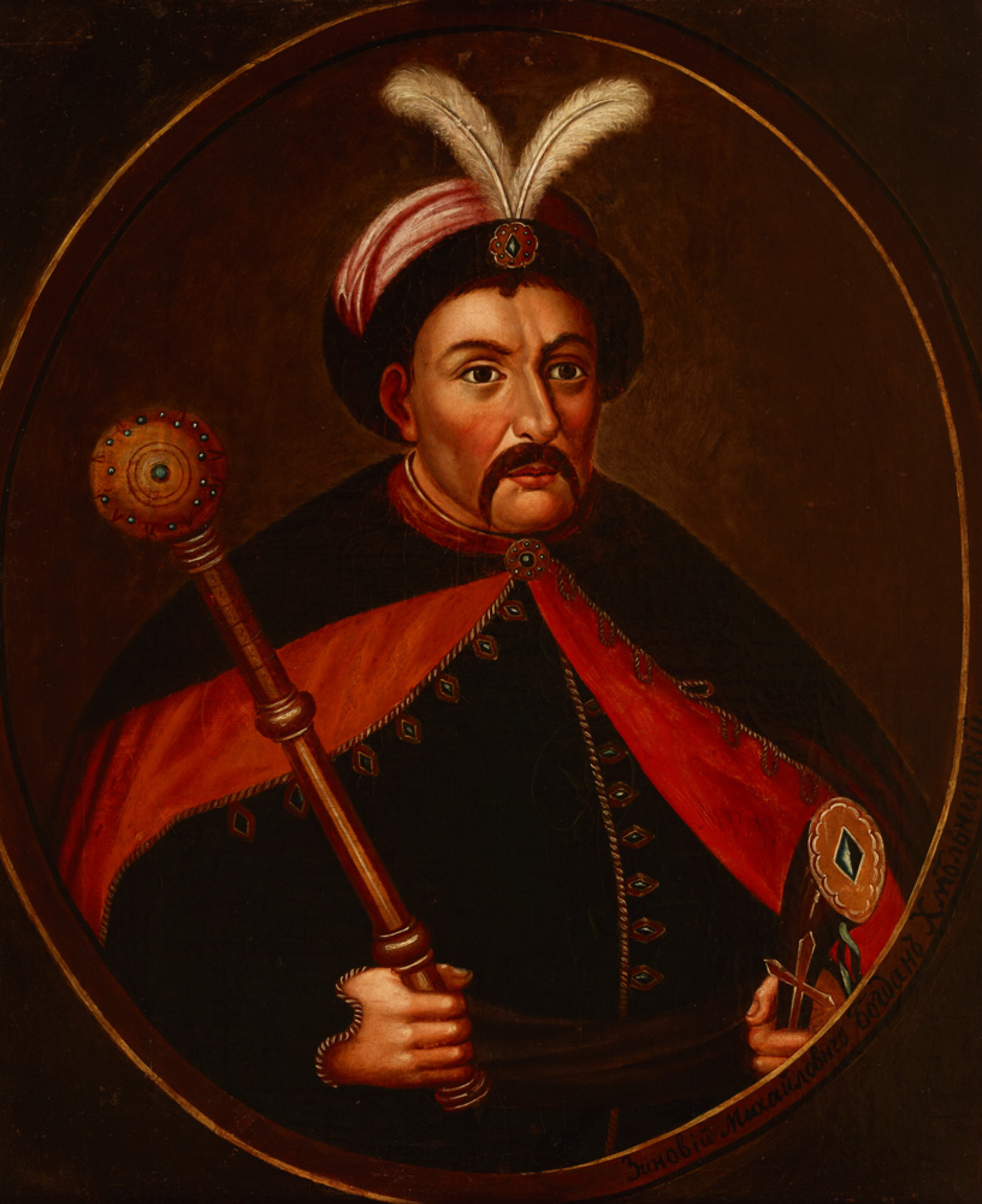
Автор невідомий, 1790 —рр., Національний музей (Краків)
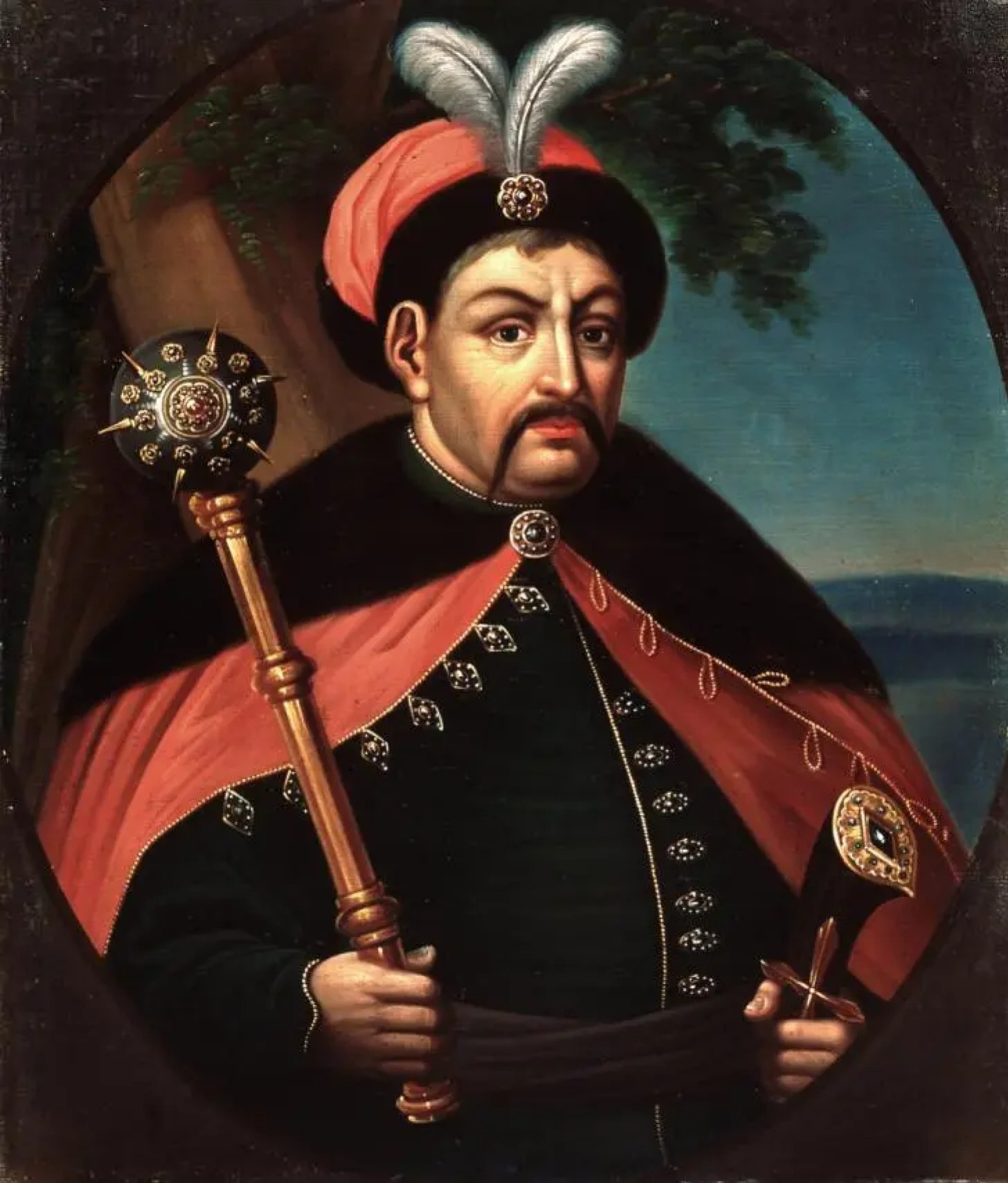
Художник-кріпак Степан Землюков, 1840 —рр., Чернігівський обласний художній музей ім. Г. Ґалаґана
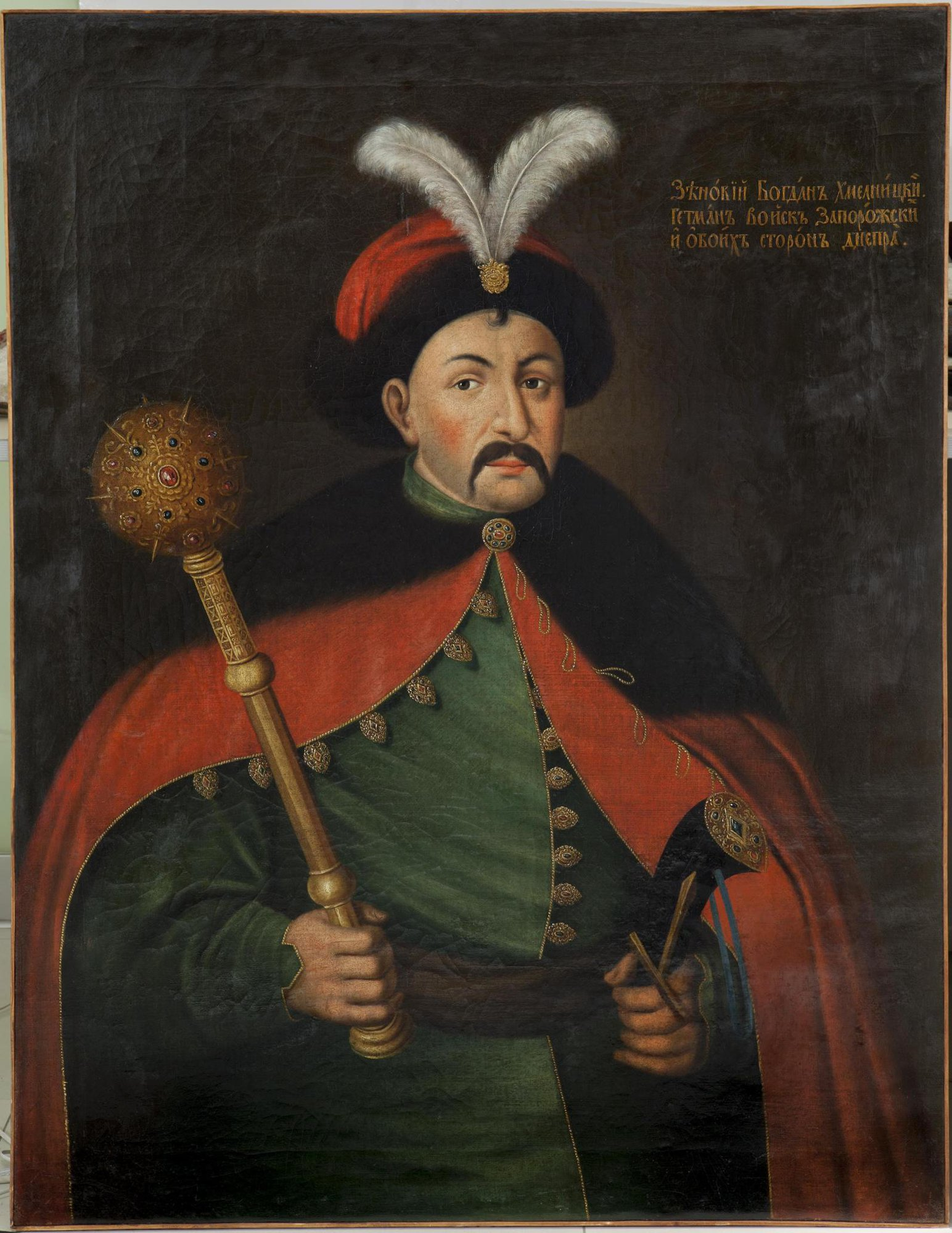
Автор невідомий, XIX ст., Державний історичний музей (Москва)
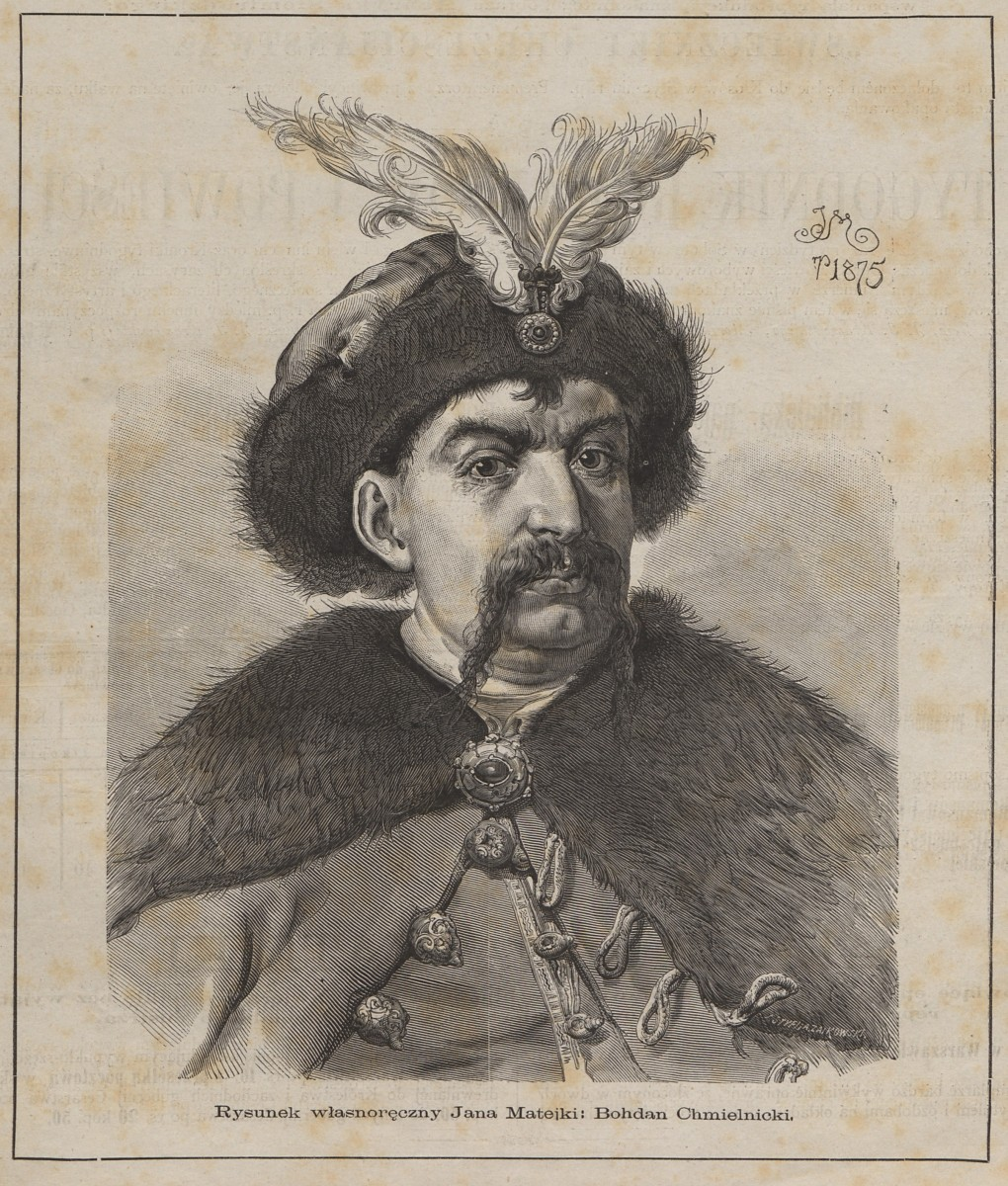
Художня переробка портрету Яном Матейком з полонізованими рисами обличчя[57], 1877 рік
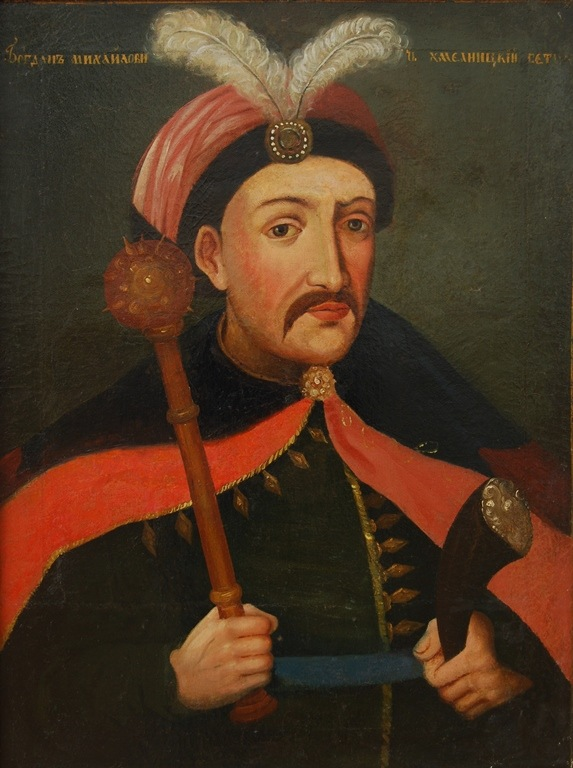
Парсуна невідомого автора, Сумський художній музей ім. Н. Онацького
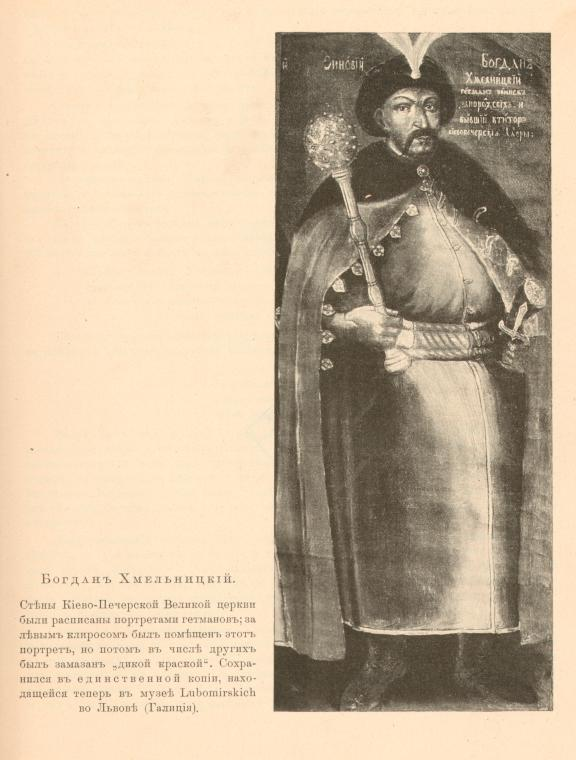
Ктиторський портрет з Троїцької надбрамної церкви Києво-Печерської лаври (не зберігся)

Фантастичні (уявні) зображення

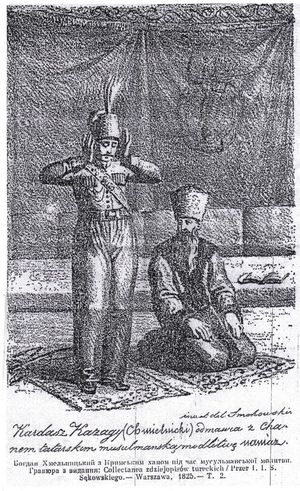
Хмельницький та Іслям III Ґерай під час молитви, Осип Сенковський
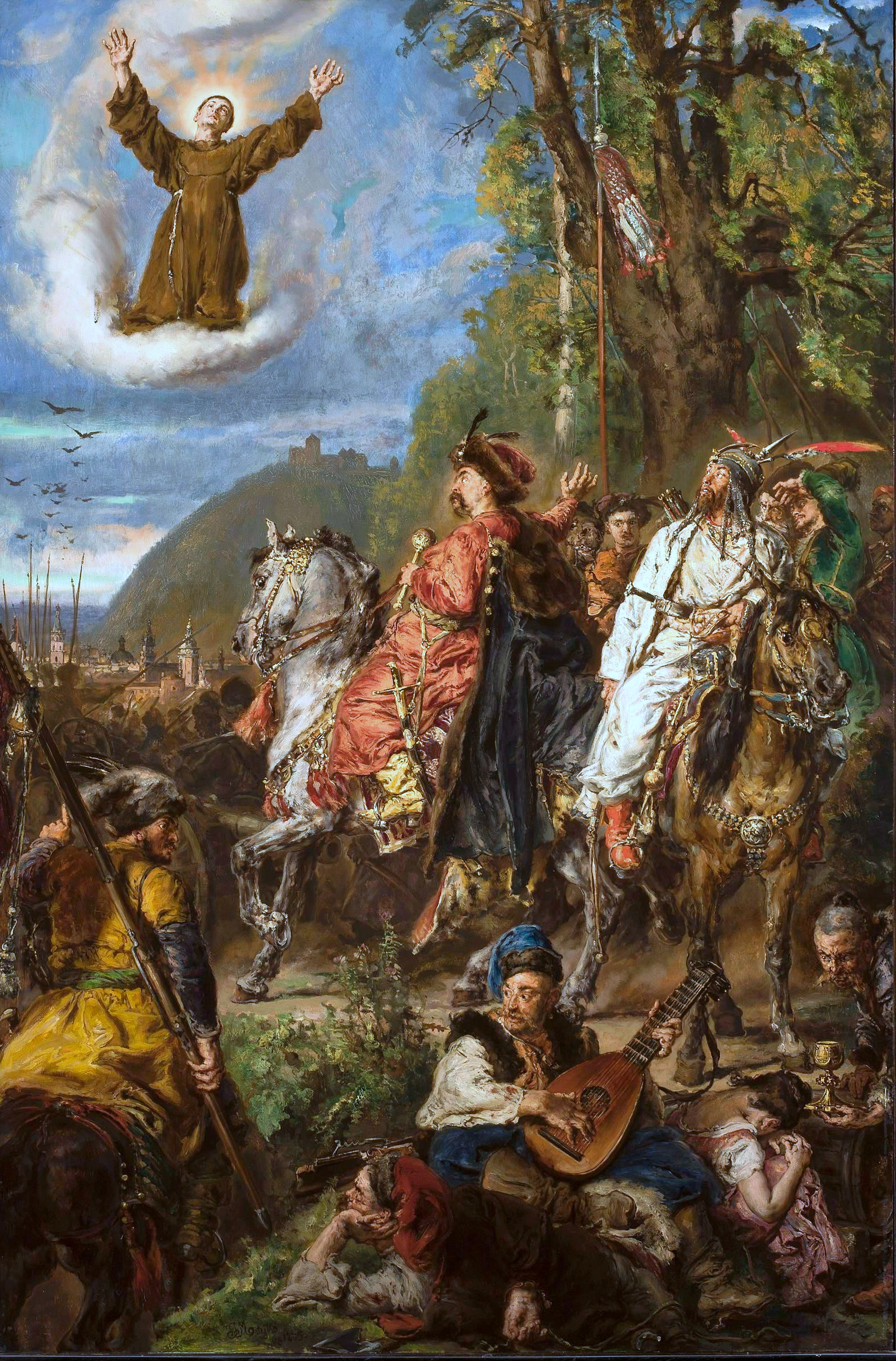
Явлення святого Яна з Дуклі, картина «Богдан Хмельницький з Тугай Беєм під Львовом», Ян Матейко, 1885 р.
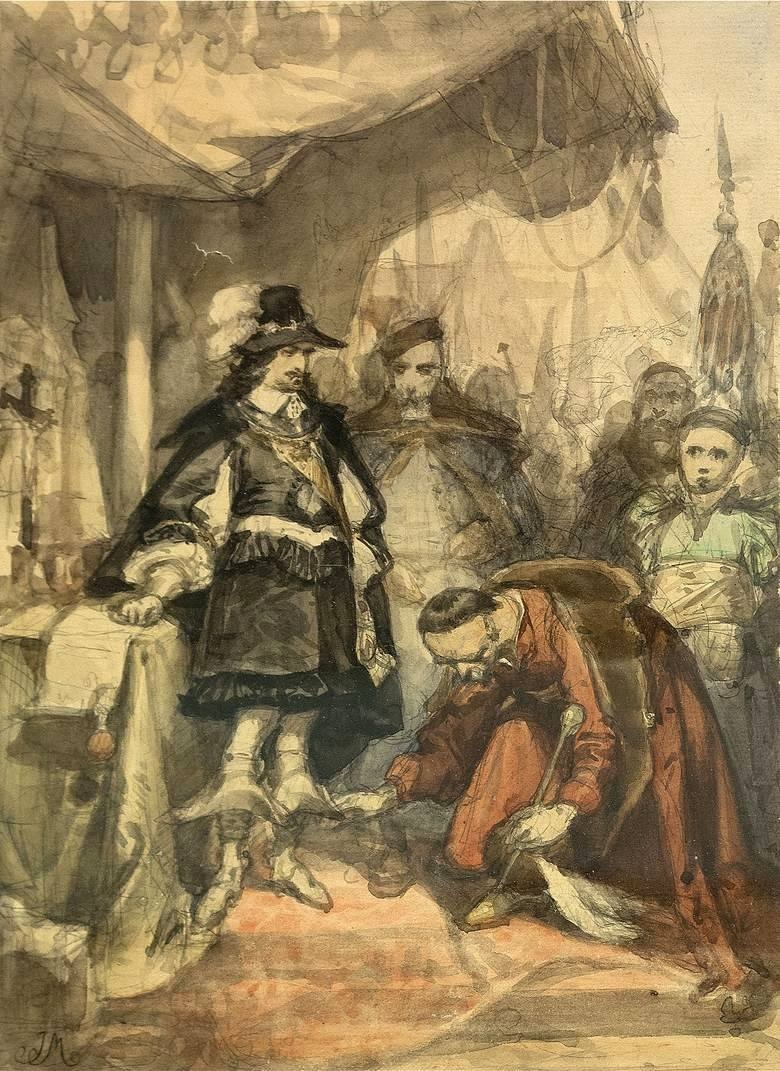
Картина «Присяга Богдана Хмельницького під Зборовом»[ru], Ян Матейко, 1859 р.
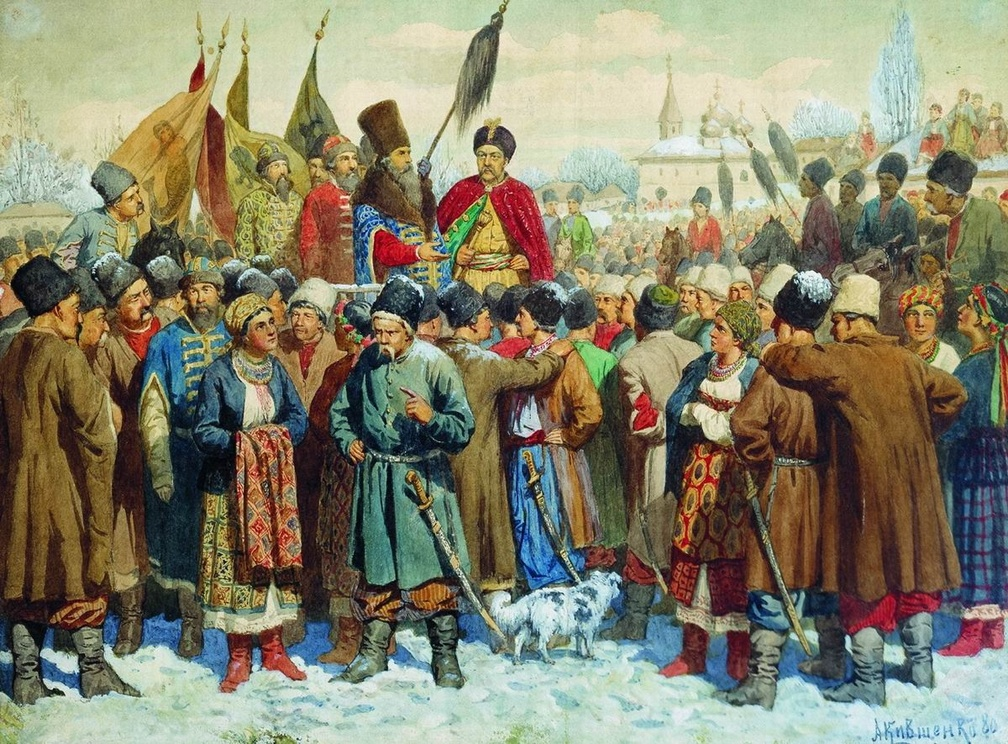
Проголошення пунктів Березневих статей у січні 1654 р. на Переяславській раді, картина «Воз'єднання України», Олексій Ківшенко
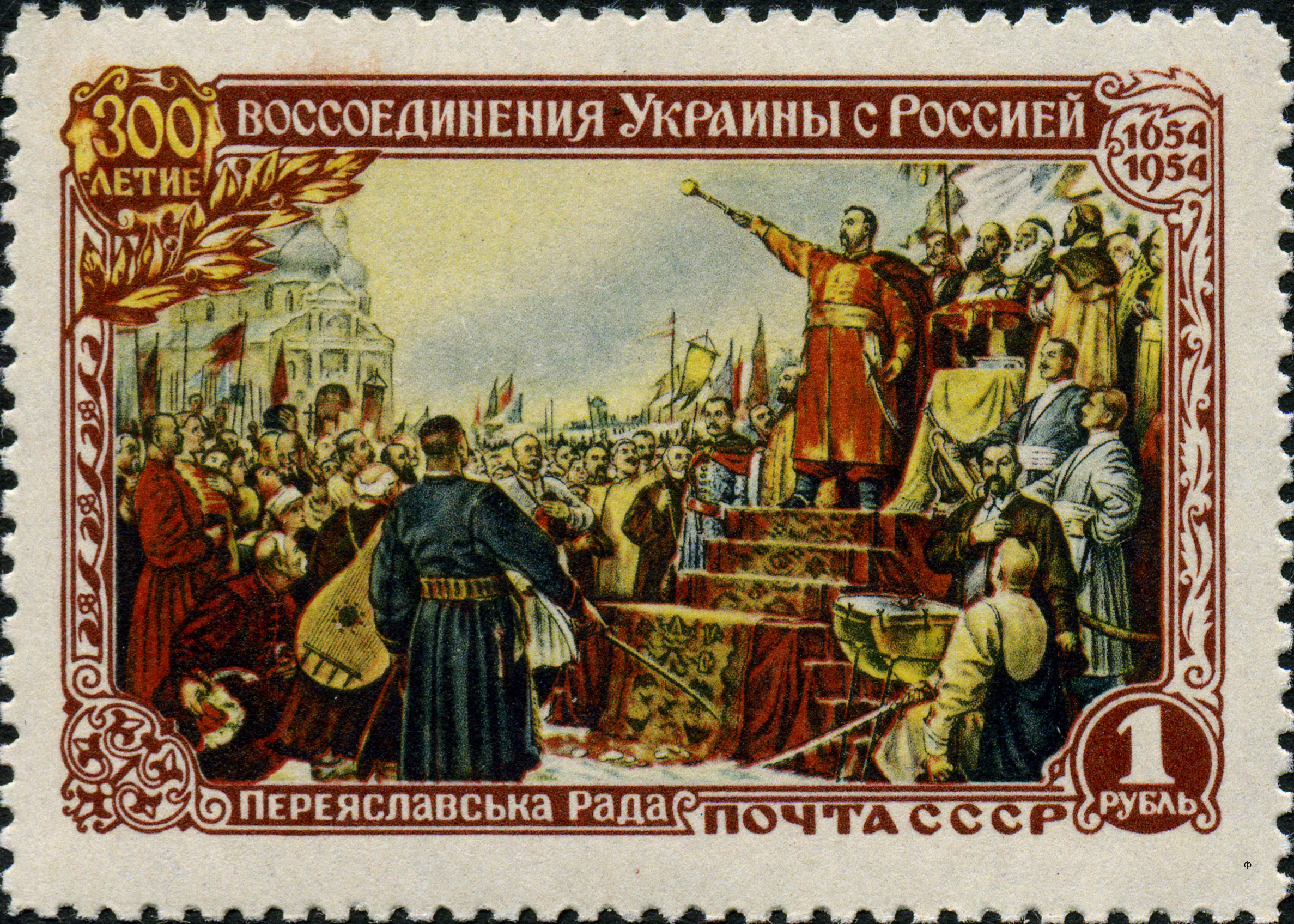
Поштова марка СРСР «300-річчі воз'єднання України з Росією»
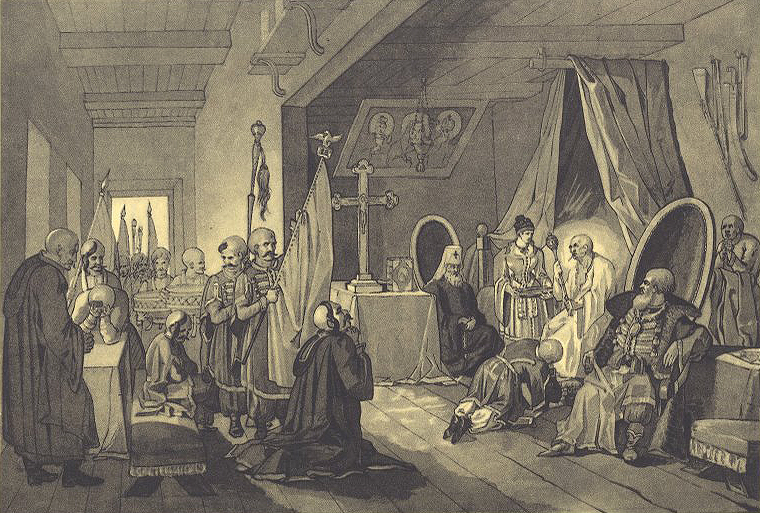
Картина «Смерть Богдана Хмельницького», Тарас Шевченко, 1836—1837 рр.

### У літературі
- «Запороги. Роман другий. Богдан Хмельницький» — роман українського письменника Віталія Рогожи (Київ: Самміт-Книга, 2016);
- «Богдан Хмельницький» — драма Олександра Корнійчука 1938 року;
- «Рубікон Хмельницького» — роман Юрія Косача 1941 року;
- «Богдан Хмельницький» — радянська опера Костянтина Данькевича 1951 року;
- «Вогнем і мечем» — роман Генрика Сенкевича та знятий на його основі фільм Єжи Гоффмана;
- «Я, Богдан» — роман Павла Загребельного (1983);
- «Богдан Хмельницький» — есе французького письменника Проспера Меріме;
- «Богдан Хмельницький» — роман-трилогія Михайла Старицького;
- «Богдан Хмельницький» — роман-епопея Івана Ле;
- «Богдан Хмельницький» — книга російською мовою, видана в Санкт-Петербурзі у 1905 році письменниці О. І. Рогової (1851 р. — рік смерті невідомий).

### У музиці
Серед українських композиторів спеціальну увагу образу Хмельницького приділив Костянтин Данькевич. Він є автором симфонічної поеми «Богдан Хмельницький» (1940), опери «Богдан Хмельницький» (1951, лібрето О. Корнійчука). Музика багато в чому наслідує традицію «Івана Сусаніна» Глінки, заключний хор «Прийшов бажаний, щасливий день» побудований на інтонаціях російської народної пісні «Слава». Ця опера швидко потрапила в репертуари радянських оперних театрів, а композиторові принесла Шевченківську премією.
Образ Хмельницького знайшов втілення в українській музиці і через творчість Т. Шевченка. В українській рок-музиці знайшли своє прочитання вірші «Стоїть в селі Суботові…» у пісні «Суботів» та «Розрита могила» в однойменній пісні гурту «Кому Вниз» (1990).
Йому присвячено однойменний марш записаний Людомиром Петкевичем.

### У кінематографі
- «Богдан Хмельницький» (1941);
- «300 років тому…» (1956);
- «Богдан Хмельницький» (1990);
- «Вогнем і мечем» (1999);
- «Чорна рада» (2002);
- «Богдан-Зиновій Хмельницький» (2007);
- «Гетьман» (2015).

## Кораблі
- «Гетьман Богдан Хмельницький».

## Рекомендована література та джерела
- Енциклопедія українознавства : Словникова частина : [в 11 т.] / Наукове товариство імені Шевченка ; гол. ред. проф., д-р Володимир Кубійович. — Париж — Нью-Йорк : Молоде життя, 1955—1995. — ISBN 5-7707-4049-3.
- Р. Кривонос. Хмельницький Богдан // Політична енциклопедія. Редкол. : Ю. Левенець (голова), Ю. Шаповал (заст. голови) та ін. — К. : Парламентське видавництво, 2011. — С. 759—760.
- Ковальчук Н. Хмельницький Богдан (Зіновій) // Історія політичної думки: навчальний енциклопедичний словник-довідник для студентів вищ. навч. закл. / За заг. ред. Н. М. Хоми. — Львів: Новий Світ-2000, 2015. — С. 683—684. — ISBN 978-966-418-266-6.
- Брехуненко В. Богдан Хмельницький / Віктор Брехуненко. — Київ, 2007. — 72 с.
- Б. Хмельницький — славний син і видатний гетьман України / Гайбондюк В. Д. — Рівне, 1995. — 132 с.
- Видатні діячі України минулих століть. — К., 2001. — С. 566—567.
- Володарі гетьманської булави. — К., 1994.
- Гвоздик-Пріцак Л. Економічна і політична візія Богдана Хмельницького та її реалізація в державі Військо Запорозьке. [Архівовано 11 серпня 2013 у Wayback Machine.] — К. : Обереги, 1999. — 216 с.
- Документи Богдана Хмельницького (1648—1657). — К., 1961. — 740 с.
- Дитячі роки Богдана описані в книзі для дітей «Катерина Лебедєва про Богдана Хмельницького, Мері Рід, Владислава Городецького, Вірджинію Вулф, Девіда Боуї» / К. Лебедєва. — Київ : Грані-Т, 2008. — 96 c.: іл. — (Життя видатних дітей). — ISBN 978-966-2923-77-3. — ISBN 978-966-465-128-5.
- Історичні постаті України / Упоряд. О. В. Болдирєв. — Одеса, 1993.
- Богдан Хмельницький // Історія України в особах: IX—XVIII ст. — К. : Видавництво «Україна», 1993. — 396 с.
- Качмарчик Я. Гетьман Богдан Хмельницький. — Перемишль—Львів, 1996. — 326 с.
- Коваленко С. Україна під булавою Богдана Хмельницького. Енциклопедія у 3-х томах. Т. 1—3. — К. : Видавництво «Стікс», 2007—2009.
- Кордуба М. Богдан Хмельницький у Белщині і Холмщині. — Краків, 1941.
- Костомаров М. І. Богдан Хмельницький: Історична монографія / М. І. Костомаров. — Дніпропетровськ: Січ, 2004. — 843 с.
- Костомаров М. І. Богдан Хмельницький: Історичний нарис / М. І. Костомаров. — К. : Веселка, 1992. — 91 с.
- Кривошея В. В. Козацька еліта Гетьманщини. — К. : ІПіЕНД імені І.Ф.Кураса НАН України, 2008. — 452 с. Архівовано з джерела 27 вересня 2011 (укр.)
- Крип'якевич І. П. Богдан Хмельницький. — Львів, 1990. — 407 с.
- Крип'якевич І. П. Богдан Хмельницький (видання друге, виправлене і доповнене). — Львів : Світ, 1990. — 408 с. — ISBN 5-11-000889-2.
- Лавріненко Н. П. Де шукати прах Богдана Хмельницького // День. — 2006. — 27 квітня.
- Малий словник історії України / відпов. ред. В. А. Смолій. — К. : Либідь, 1997. — 464 с. — ISBN 5-325-00781-5.
- Мельник Л. Г. Гетьман Богдан Хмельницький та його державницька діяльність в історіографії (до 400-річчя від дня народження) // Вісник Київського університету імені Тараса Шевченка / Київський університет імені Тараса Шевченка. — Київ, 1997. — С. 3—11. — (Історія; Вип. 36).
- Мельник Л. Г. Гетьман Богдан Хмельницький у вітчизняній історіографії: Навч. посібник / Л. Г. Мельник; КУ ім. Т.Шевченка. — К. : РВЦ Київський університет, 1997. — 72 с.
- Огієнко І. Богдан Хмельницький / І. Огієнко; Упор. автор передмови і коментарів: М. Тимошик. — К.: Наша культура і наука, 2004. — 448 с. (link 1 [Архівовано 22 квітня 2021 у Wayback Machine.], link 2 [Архівовано 31 липня 2021 у Wayback Machine.])
- Сергійчук В. І. Богдан Хмельницький та його старшина. — К., 1996. — 56 с.
- Смолій В. А. Богдан Хмельницький: Соціально-політичний портрет / В. А. Смолій, В. С. Степанков. — 2-ге видання, доповнене, перероблене. — К. : Либідь, 1993. — 487 с.
- Смолій В. А. Богдан Хмельницький: Хроніка життя та діяльності / В. А. Смолій, В. С. Степанков; АНУ; Інститут історії України. — Київ: Наукова думка, 1994. — 260 с.
- Смолій В. А. Богдан Хмельницький / Смолій Валерій, Степанков Валерій. — К. : Альтернативи, 2003. — 400 с. — (Особистість і доба). — ISBN 966-7217-76-0.
- Степанков В. С. Аграрна політика Богдана Хмельницького (1648—1657) // Феодалізм на Україні. — К., 1990. — С. 52—65.
- Сто найвідоміших українців. — М.; К., 2002. — С. 106—121.
- Стороженко І. С. Реформування Запорозької Січі Хмельницьким // Київська старовина. — 1999. — № 2. — С. 10—28.
- Стороженко І. С. Богдан Хмельницький і воєнне мистецтво у Визвольній війні українського народу середини XVII ст. [Архівовано 17 листопада 2019 у Wayback Machine.] — Кн. 1: Воєнні дії 1648—1652 рр. — Дніпропетровськ : Вид-во ДДУ, 1996. — 320 с.
- Тис-Крохмалюк Ю. Бої Хмельницького [Архівовано 18 жовтня 2013 у Wayback Machine.]. — Мюнхен, 1954; К., 1994.
- Токаржевський-Карашевич І. Хмельниччина з погляду права//Визвольний шлях. — Лондон, 1957, 1958. — Т. ІХ—Х.
- Універсали Богдана Хмельницького 1648—1657. — К. : Альтернативи, 1998. — 383 с.
- Універсальна енциклопедія «Черкащина». Упорядник Віктор Жадько. — К., 2010. — С. 903.
- УСЕ: Універсальний словник-енциклопедія. — К., 1999. — С. 1455.
- Федорук Я. О. Зовнішньополітична діяльність Б.Хмельницького і формування його політичної програми (1648 — серпень 1649 рр.). — Львів, 1993. — 68 с.
- Харишин М. В. Богдан Хмельницький та Українська православна Церква (1648—1657 рр.) // Український історичний журнал. — 1995. — № 4. — С. 92—100; № 5. — С. 57-66.
- Полюхович Д. Загадки гетьманських монет [Архівовано 3 травня 2015 у Wayback Machine.] // Збруч. — 2015. — 21.04.
- Хмельницький Богдан-Зиновій // Українська мала енциклопедія : 16 кн. : у 8 т. / проф. Є. Онацький. — Накладом Адміністратури УАПЦ в Аргентині. — Буенос-Айрес, 1967. — Т. 8, кн. XVI : Літери Уш — Я. — С. 2008-2009. — 1000 екз.
- Хмельницький Богдан (Зіновій) Михайлович // Михайлів Т. В., Михайлів Т. А. Видатні постаті українського державотворення. Довідник. — Харків : Основа, 2014. — 128 с. — (Б-ка журн. «Історія та правознавство». Вип. 1 (121)). — С. 37.
- Богдан Хмельницький // Енциклопедичний словник символів культури України / За заг. ред. В. П. Коцура, О. І. Потапенка, В. В. Куйбіди. — 5-е вид. — Корсунь-Шевченківський : ФОП Гавришенко В. М., 2015. — 912 с. — С. 73–76.
- Чухліб Т. Гетьмани і монархи: Українська держава в міжнародних відносинах 1648—1714 рр. [Архівовано 17 листопада 2019 у Wayback Machine.] — К. — Нью-Йорк, 2003. — 518 с. // НТШ в США; Інститут історії України НАН України, Науково-дослідний інститут козацтва.
- Чухліб Т. Секрети українського полівасалітету. Хмельницький — Дорошенко — Мазепа / Тарас Чухліб; НАНУ ; Інститут історії України ; Науково-дослід. інститут козацтва. — К. : Видавничий дім «Києво-Могилянська академія», 2011. — 327 с.
- 350-річчя Української держави Богдана Хмельницького. Матеріали міжнародної наукової конференції 15—16 грудня 1998 р. — К., 1998. — 212 с.
- Kaczmarczyk J. Bohdan Chmielnicki. — Wrocław — Warszawa — Kraków, Zakład Narodowy imienia Ossolińskich Wydawnictwo, 2007. — ISBN 978-83-04-04921-5.
- Korduba M. Chmielnicki Bohdan Zenobi (ur. ok. 1595†1657) // Polski Słownik Biograficzny. — Kraków : Nakładem Polskiej Akademii Umiejętności, 1937. — T. III/1, zeszyt 11. — S. 329—334.
- Всемирный биографический знциклопедический словарь. — М., 1998. — С. 824—825.
- Григорій Граб'янка Действия презельной и от начала поляков крвавшей небывалой брани Богдана Хмельницкого, Гетмана Запорожского, с поляками… К., 1853. — 374 с.
- Документы об Освободительной войне украинского народа 1648—1654 гг. — К., 1965. — 827 с.
- Иллюстрированный знциклопедический словарь. — М., 2000. — С. 1328.
- Осипов К. Богдан Хмельницкий. — 2-е изд., перераб. — М. : Мол. гвардия, 1948. — 480 с. — (ЖЗЛ).
- Хмельницький Богдан-Зіновій Михайлович // Шевченківська енциклопедія : у 6 т. / Гол. ред. М. Г. Жулинський. — Київ : Ін-т літератури ім. Т. Г. Шевченка, 2015. — Т. 6: Т—Я. — С. 615-618.